# المسيحية في بولندا

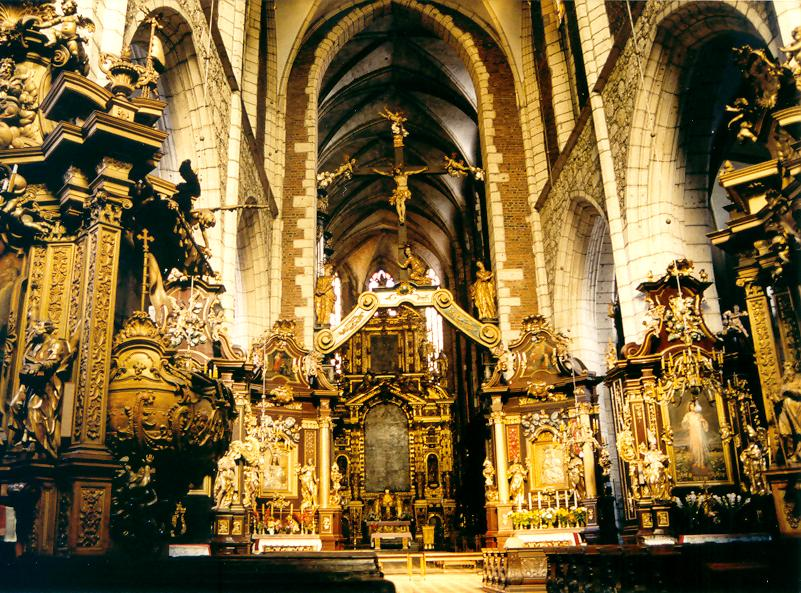
بازيليكا جسد المسيح في مدينة كراكوف؛ تحوي المدينة على العديد من المعالم المسيحيّة.

المسيحية في بولندا هي الديانة السائدة والمهيمنة، وفقًا لإحصائيات كتاب حقائق العالم عام 2011 الغالبية العظمى (94.3%) من سكان بولندا يعتنقون الديانة المسيحية، ويَتبع 87.0% من السكان الكنيسة الرومانية الكاثوليكية. وهذا غير معهود في دول شرق أوروبا التي يدين مُعظم سكانها بالأرثوذكسية الشرقيّة.
منذ أن اعتمدت بولندا المسيحية دينًا لها في عام 966، ساهمت بولندا مساهمة كبيرة في تطوير المثل العليا، والتي أيدت وضمنت الحريات الدينيَّة. وامتياز الكومنولث البولندي الليتواني بمستوى عال من التنوع الثقافي والعرقي وتسامح ديني لا مثيل له في أوروبا المسيحية. لا تزال الكاثوليكية تلعب دورًا هاماً في حياة العديد من البولنديين وتتمتع الكنيسة الرومانية الكاثوليكية بالهيبة الاجتماعية والنفوذ السياسي، على الرغم من أشكال القمع التي تعرضت له خلال الحكم الشيوعي. وينظر إليها بشكل خاص من قبل أعضائها كمستودع للتراث والثقافة البولندية. وتدعي بولندا أن لديها أعلى نسبة من المواطنين الكاثوليك من أي بلد في أوروبا بإستثناء مالطا.
تُعد بولندا واحدة من أكثر الدول تدينًا في أوروبا، حيث يشارك الكاثوليك البولنديون في الأسرار السبعة المقدسة بشكل أكثر من نظرائهم في معظم دول أوروبا الغربية وأمريكا الشمالية. وكشفت دراسة أجرتها الكنيسة في عام 2009 أن 80% من البولنديين يذهبون إلى الاعتراف مرة واحدة في السنة على الأقل، وتتراوح معدلات حضور الشعائر الدينية بين 52% إلى 60%، كما أنَّ البلاد تضم أكبر تجمع للشبّان المسيحيين المتدينين في الإتحاد الأوروبي، وبالتالي لا تزال بولندا واحدة من أكثر البلدان في أوروبا عامًة والإتحاد الأوروبي خاصًة تدينًا.

## تاريخ

### العصور الوسطى

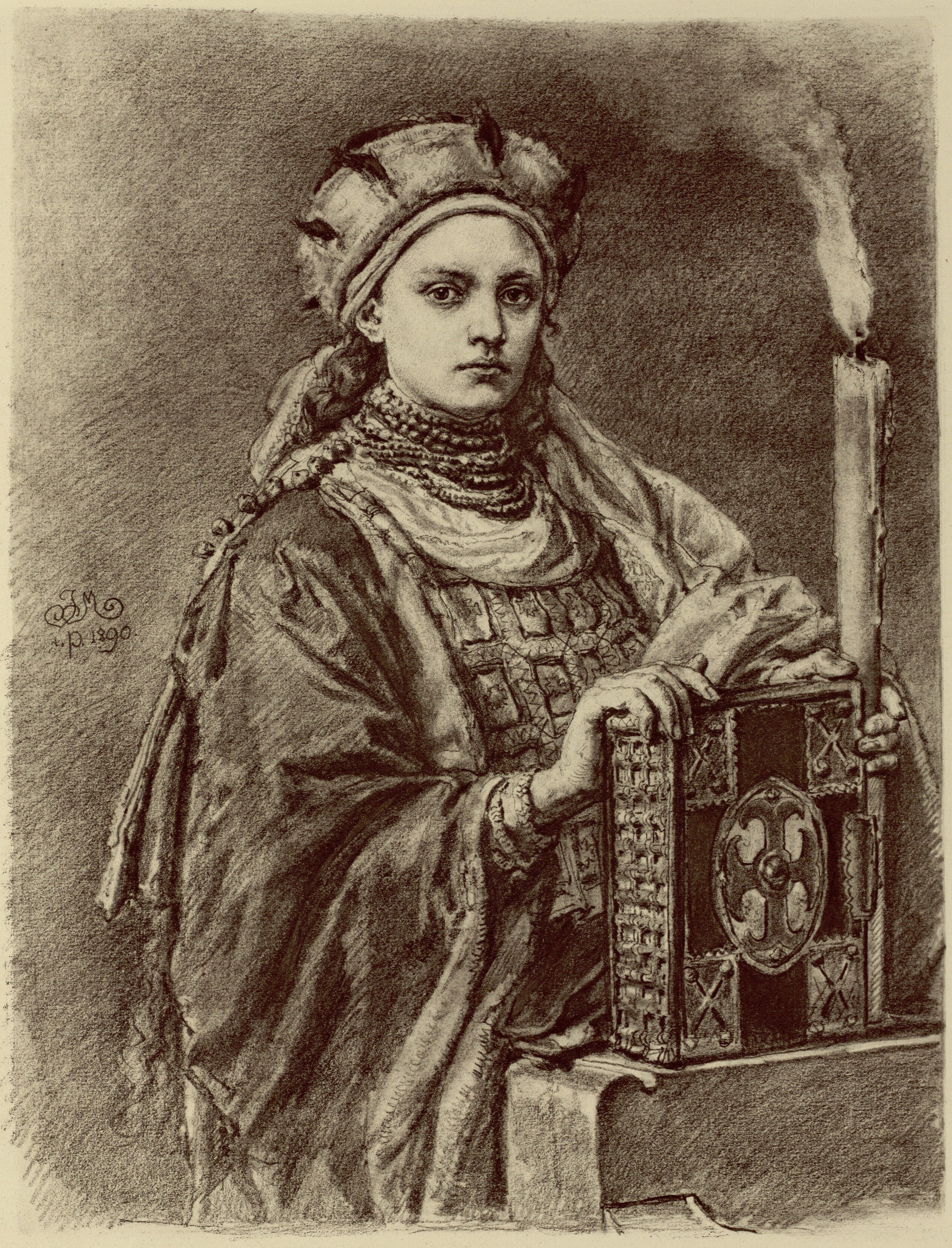
الأميرة البوهيميَّة البريمسليدية دوبراوا، لعبت دورًا رئيسيًا في تحويل بولندا إلى المسيحية.

قبل اعتماد المسيحية في الإقليم، الذي هو حاليًا بولندا، كان هناك عدد من القبائل الوثنية المختلفة. كان سفيتوفيد من بين الآلهة الوثنية المعبودة الأكثر انتشارًا في بولندا. وصلت المسيحية في أواخر القرن التاسع الميلادي، حيث كان قد أرسل دوق مورافيا في القرن التاسع، كيرلس وميثوديوس، ليبشرا الأراضي التي تخص تلك الدولة، ومن الممكن أنهما وصلا إلى أرض عشيرة الفيستولان. وعلى الرغم من أن بعض الطقوس المسيحية المورافيَّة قد انتشرت إلى الأراضي البولندية، الاّ أنه لا يوجد دليل قاطع على ذلك. لعب تأثير الحضارة المورافية دورًا هامًا في انتشار المسيحية إلى الأراضي البولندية واعتناق هذه الديانة هناك لاحقًا. في رأي المؤرخ ديفيز، فإن المسيحية نشئت في بولندا من خلال التحالف التشيكي البولندي والذي مثل خيارًا واعيًا من جانب الحكام البولنديين للتحالف مع الدولة التشيكيَّة بدلاً من الألمانية. بطريقة مماثلة، بعض الصراعات السياسية في وقت لاحق والتي شاركت فيها الكنيسة البولندية، رفضت الخضوع إلى التسلسل الهرمي الألماني وفضلت أن تخضع مباشرًة للكرسي الرسولي.
تأسست بولندا كدولة قومية تحت حكم آل بياست، والتي حكمت البلاد بين القرنين العاشر والرابع عشر.
تاريخيًا تعايشت الديانات المختلفة في بولندا، ويُعد ميشكو الأول أول حاكم تاريخي لبولندا، يعتبر ميشكو الأول المؤسس الفعلي للدولة البولندية. تزواج ميشكو الأول في 965 من الأميرة البوهيميَّة البريمسليدية دوبراوا والتي كانت مسيحية تقيَّة. وتعمَّد في عام 966، مما وضعه هو ودولته في الدائرة الثقافية المسيحية الغربية. تشير «المعمودية في بولندا» إلى مراسم تحول أول حاكم لدولة بولندا، ميشكو الأول مع الكثير من بلاطه إلى الديانة المسيحية. وقد لعبت زوجة ميشكو دوبراوا البوهيمية، التي كانت مسيحية غيورة، دورًا هامًا في ترقية المسيحية في بولندا، وقد يكون لها تأثير هام في تحول ميشكو نفسه. ومع معمودية بولندا في عام 966، تم القضاء تدريجيًا على الديانات الوثنية القديمة على مدى القرون القليلة القادمة وأضحت المسيحيَّة الديانة المهيمنة في بولندا. وبحلول القرن الثالث عشر أصبحت الكاثوليكية الدين المهيمن في جميع أنحاء البلاد. ومع ذلك، تعايش البولنديون المسيحيون مع شريحة يهودية كبيرة من السكان. وبعيدًا عن الفتوحات العظيمة شهد عده وذريته آل پياست من بعده نهضة ثقافيَّة وعلميَّة وأدبيَّة وعمرانيَّة. ومنذ ذلك الحين، كانت بولندا دولة كاثوليكية في الغالب، ولكن على مدار تاريخها، كان التسامح الديني جزءًا مهمًا من ثقافتها السياسية.

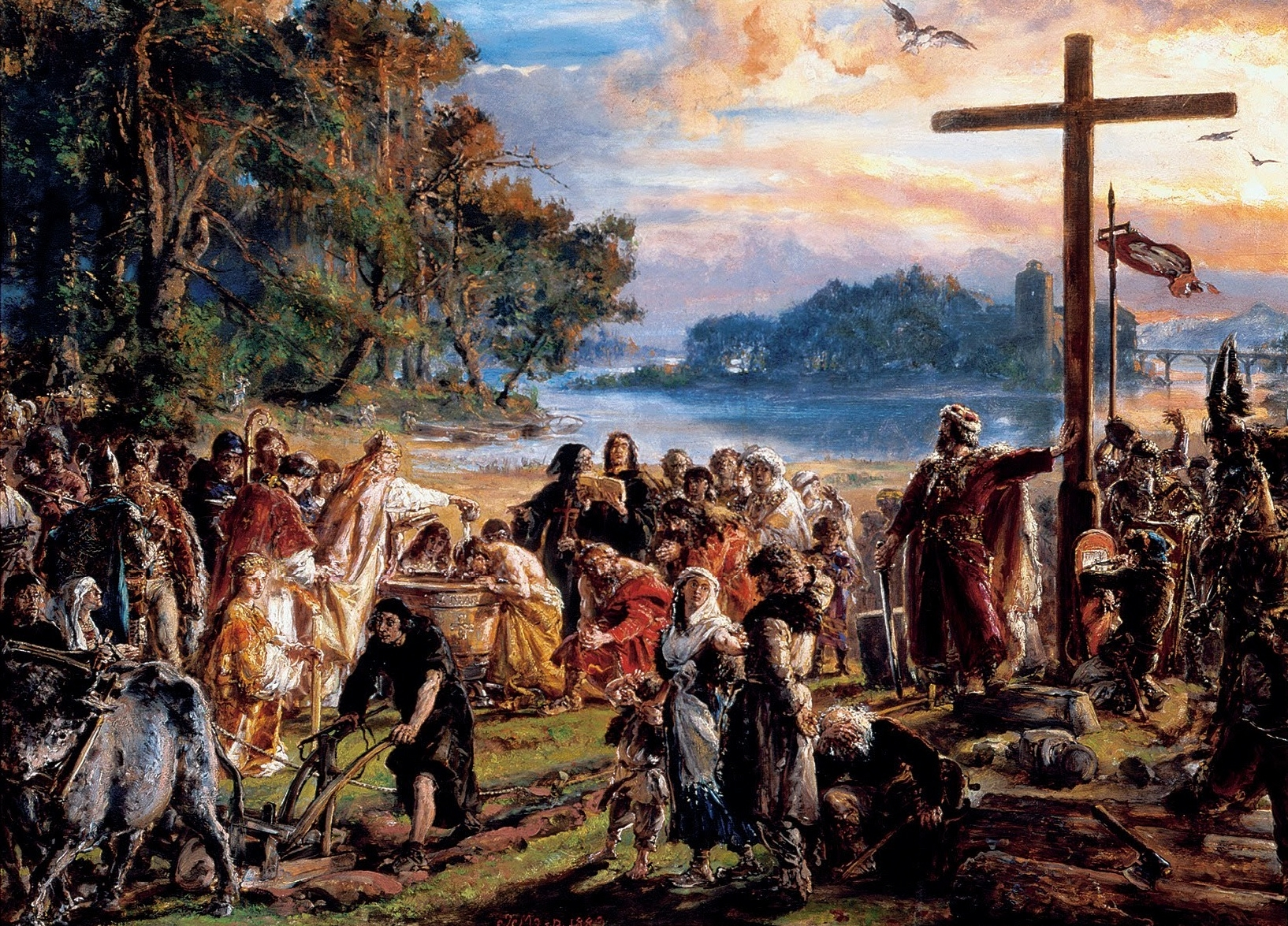
لوحة معمودية بولندا 966، بريشة يان ماتيكو.

وفقًا لبعض المؤرخين يعد حدث معمودية بولندا بداية الدولة البولندية، حيث مع اعتماد مملكة بولندا رسميًا المسيحية اللاتينية في عام 966، قاد الأمة البولندية سلسلة من الحكام الذين حولوا السكان إلى المسيحية، وأنشأوا مملكة بولندا القوية وعززوا ثقافة بولندية مميزة تم دمجها في الثقافة الأوروبية الأوسع. كما وألتصقت البلاد بالمسيحيَّة اللاتينيَّة عبر جارتها بوهيميا؛ وذلك على خلاف دول أوروبا الشرقية التي قبلت المسيحية البيزنطيَّة من القسطنطينية، وذلك فيما بعد، بصيغتها السلافيَّة، حيث كان لتبشير الأخوان كيرلس وميثوديوس، أهمية خاصة بالنسبة للعالم السلافي.
نجح بوليسلاف الأول شروبري، المولود الأول للملك ميشكو الأول، بتأسيس بنية كنيسة بولندية مع كبير أساقفة في غنيزنو، مستقلاً عن أبرشية ماغديبورغ الـألمانية، وحاول ادعاء حقه في المناطق البولندية. خلال اجتماع غنيزنو الشهير، حرر نفسه من التزامه للإمبراطورية الرومانية المقدسة وأخيرًا، توَّج نفسه عاهلاً في أوج حكمه، وهو أول حاكم بولندي يفعل ذلك. ولقد كان قائدًا مؤهلاً، حيث أسس ما يسمًّى ب«قانون الأمير»، وبنى حصونًا، وكنائس، وأديرة، وكباري عديدة. كما أسس بوليسلاف الأول أول نظام نقدي بولندي، من غرزيونا المقسمة إلى 240 ديناري، وقام بصك العملة الخاصة به. ويعتبر بشكل واسع واحدًا من حكام بياست الأكثر مهارة وإنجازًا.
بعد الانشقاق العظيم وبقاء بولندا في فلك المسيحية الغربية، لعبت الكنيسة الكاثوليكية دورًا دينيًا وثقافيًا وسياسيًا هامًا في البلاد. وشكلّت الثقافة البولندية الكاثوليكية حالة متميزة عن ألمانيا المجاورة، وخاصًة شرق وشمال ألمانيا، والتي كانت في الغالب لوثرية، وعن البلدان الشرقية المجاورة التي كانت أرثوذكسية شرقية. في أوقات القمع الأجنبي كانت الكنيسة الكاثوليكية حارسًا ثقافيًا في الكفاح من أجل الاستقلال والبقاء الوطني. فعلى سبيل المثال، أصبح الدير البولندي في تشيستوكوفا، الذي قاوم بنجاح الحصار خلال الغزو السويدي لبولندا في القرن السابع عشر، رمزًا للمقاومة الوطنية للاحتلال.

### عصر الإصلاح البروتستانتي

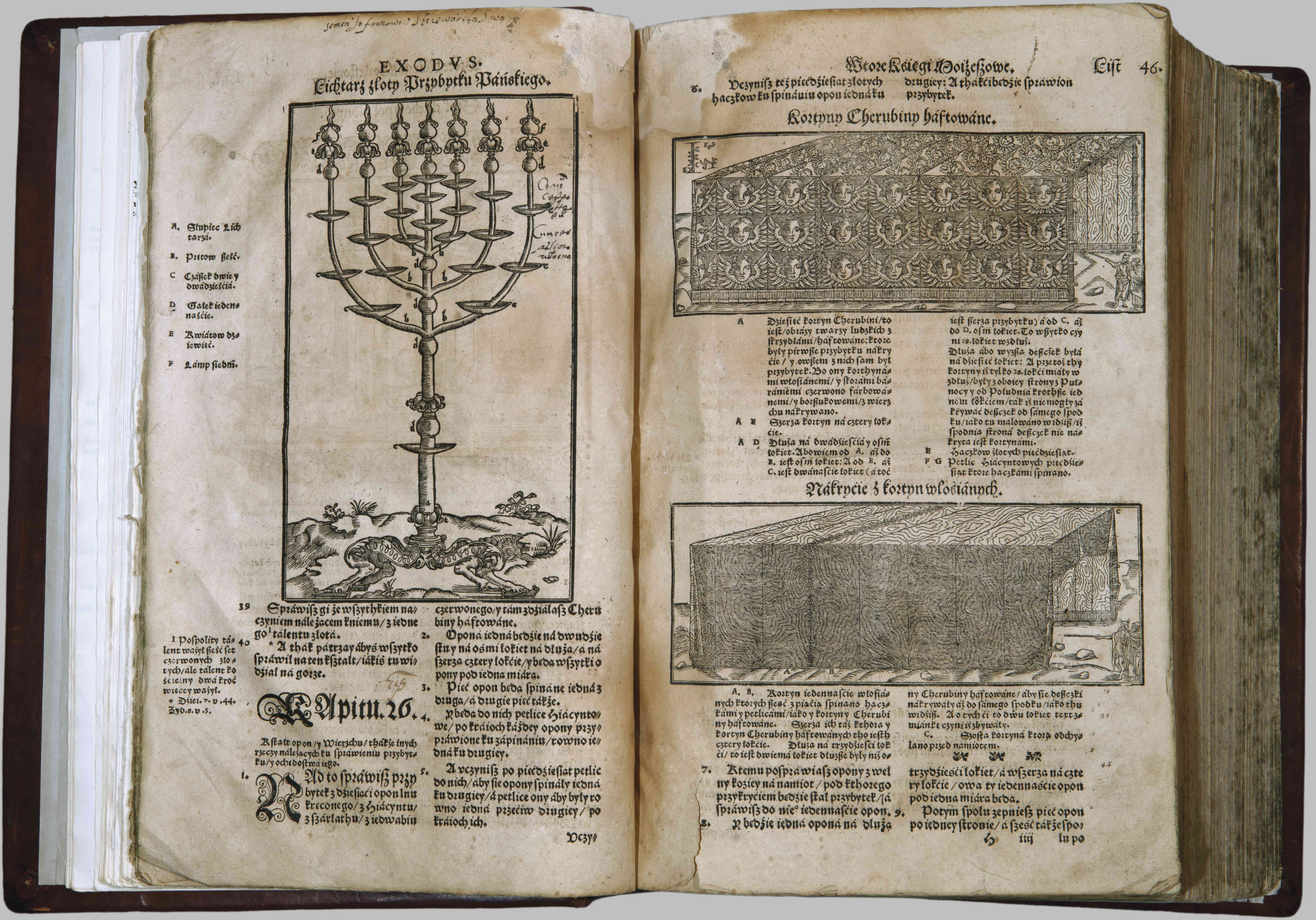
نسخة برست للكتاب المقدس، أول نسخة مطبوعة باللغة البولنديَّة.

في القرن الخامس عشر، أدَّت حروب الهوسيين والضغوطات من البابوية إلى توترات دينية بين الكاثوليك والهوسيين والمجتمع البروتستانتي الناشيء لاحقًا. وخاصًة بعد مرسوم ويلو في عام 1424. وحققت حركة الإصلاح البروتستانتي بعدًا كبيرًا في بولندا؛ وبينما احتفظت الكاثوليكية بمركز مُهَيمِن، كفل اتحاد وارسو الليبرالي عام 1573 التسامح الديني بشكل واسع. وعانى التعليم والفنون التخطيطية من الاضطراب الديني. ومرَّت جامعة ياغيلونيا بفترة انحطاط عابر. وبينما كانت أوروبا الغربية تغلي بالحروب الدينيَّة التي عقبت حركة الإصلاح البروتستانتي، والتي طبقت عليها المبدأ القائل «إنَّ الناس على دين ملوكهم»، كان آخر الياجيلونيين، زغمونت الثاني أوغست يعتمد مبدأ «أنا لست ملك ضمائركم». لم تحدث في الأراضي البولنديَّة حروب دينية، بل على العكس كان هناك ميل للتفتيش عن الإتفاق والوحدة. سياسيًا كانت هناك وحدة مع ليتوانيا، وكنسيًا كانت وحدة برست التي أبرمت نحو نهاية القرن السادس عشر بين الكنيسة الكاثوليكية ومسيحيي الطقوس الشرقيَّة.
أباح ملوك بولندا حوار عام سلمي بين رجال الدين الكاثوليك واللوثريين والكالفينيين وتم التشجيع على الفن والموسيقى. وتمت أول ترجمة للكتاب المقدس كاملة إلى اللغة البولندية، على يد الإصلاحي البروتستانتي برنارد فوجيودكا في عام 1563 في بريست خلال حقبة زغمونت الثاني أوغست. ومع سيطرة اليسوعيين على جامعة ياغيلونيا عاد لها عصرها الذهبي؛ وأسسّ اليسوعيين العديد من الكليَّات والتي بلغ من امتيازها وتفوقها أن كثيرًا من البروتستانت فضلوا لتنشئة أبنائهم عقليًا وخلقيًا في هذه الكليات. كما وأقام التوحيديين العديد من الكليات والمدارس في مدينة كراكوف والتي جذبت إليها طلاب من مختلف الملل.

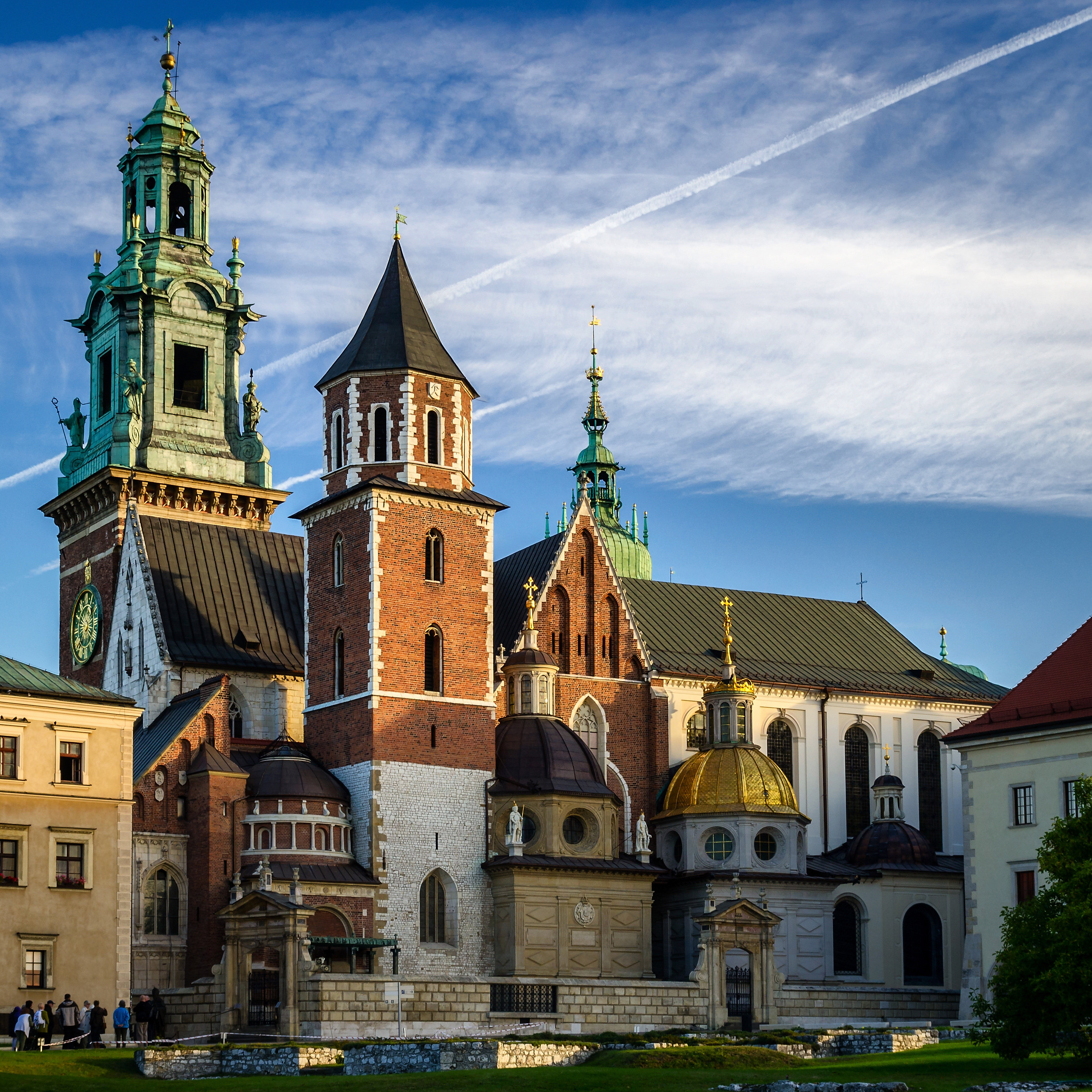
كنيسة سيجيسموند من أبرز المآثر العمرانيَّة البولنديَّة في عصر النهضة.

أنشئت الجامعات خلال العصر الذهبي في مختلف المدن البولندية وعَرفت الكنيسة البولندية نوعاً من التسامح الديني جعل الكثيرين من الجوار يلجأون إليها. ومع تعزيز سياسات التَسامح الديني، ازدهر الفن والأدب والموسيقى والتعليم من جديد. ودُعي العالم البروتستانتي جروشيوس إلى البلاطة الملكي. وقد أدت حركات الإصلاح البروتستانتي إلى اختراقات عميقة في المسيحية البولندية، مما أدى إلى وضع سياسات تعزز التسامح الديني، والتي كانت فريدة من نوعها في أوروبا في ذلك الوقت. وضمت البلاد مجتمع من التتار المسلمين فريدًا، وعلى الرغم من كونها أقلية مسلمة، لكن تم التسامح معها، ولم يكن مسموحًا للتتار بممارسة شعائر عقيدتهم فحسب، بل عملوا كوسيط بين الشرق والغرب. في نهاية المطاف نجحت الحركة المضادة للإصلاح في الحد من نطاق التسامح في أواخر القرن السابع عشر وأوائل القرن الثامن عشر - كما يتضح من أحداث تورمول تورون عام 1724.
تحولت المدن البولنديَّة في الكومنولث البولندي الليتواني وعلى رأسها كراكوف إلى عواصم ثقافية، التي أخذت بشكل خاص طابع الجامعات والمستشفيات والنوادي الثقافية؛ وتطورت تحت قيادة ملوك الكومنولث البولندي الليتواني والكنيسة الكاثوليكية أيضًا مختلف أنواع العلوم خصوصًا الفلك، والرياضيات، والتأثيل، والفلسفة، والبلاغة، والطب، والتشريح.
ولخمسة قرون سادت الروح البولندية الكاثوليكيَّة خلال مرحلة آل ياجللونيان وسهل هذا الأمر نشوء جمهورية تضم أممًا عديدة، وحضارات عديدة وديانات عديدة. خلال هذه الحقبة والتي دعيت باسم عصر النهضة البولنديَّة كتب النشيد الديني أفرحي يا بولندا باللغة اللاتينية (باللاتينيَّة: Gaudue Mater Polonia). حيث كانت اللغة اللاتينية لغة الحضارة البولنديَّة. كما كتب خلال هذه الحقبة أشعار جانيسيوس وغيرها من الأطروحات السياسية والأخلاقية والدينية، مثل كتابات أندريه مودرجفسكي أو أرجحوفسكي. وكذلك كتاب الراهب نيكولاس كوبرنيكوس حول دوران الأجرام السماويَّة. كما عرف الأدب البولندي والديني تطورًا مماثلاً، من ميخائيل راي إلى يان كوشانوفسكي الذي معه أكتسب هذا الأدب شهرته في أوروبا.

### العصور الحديثة

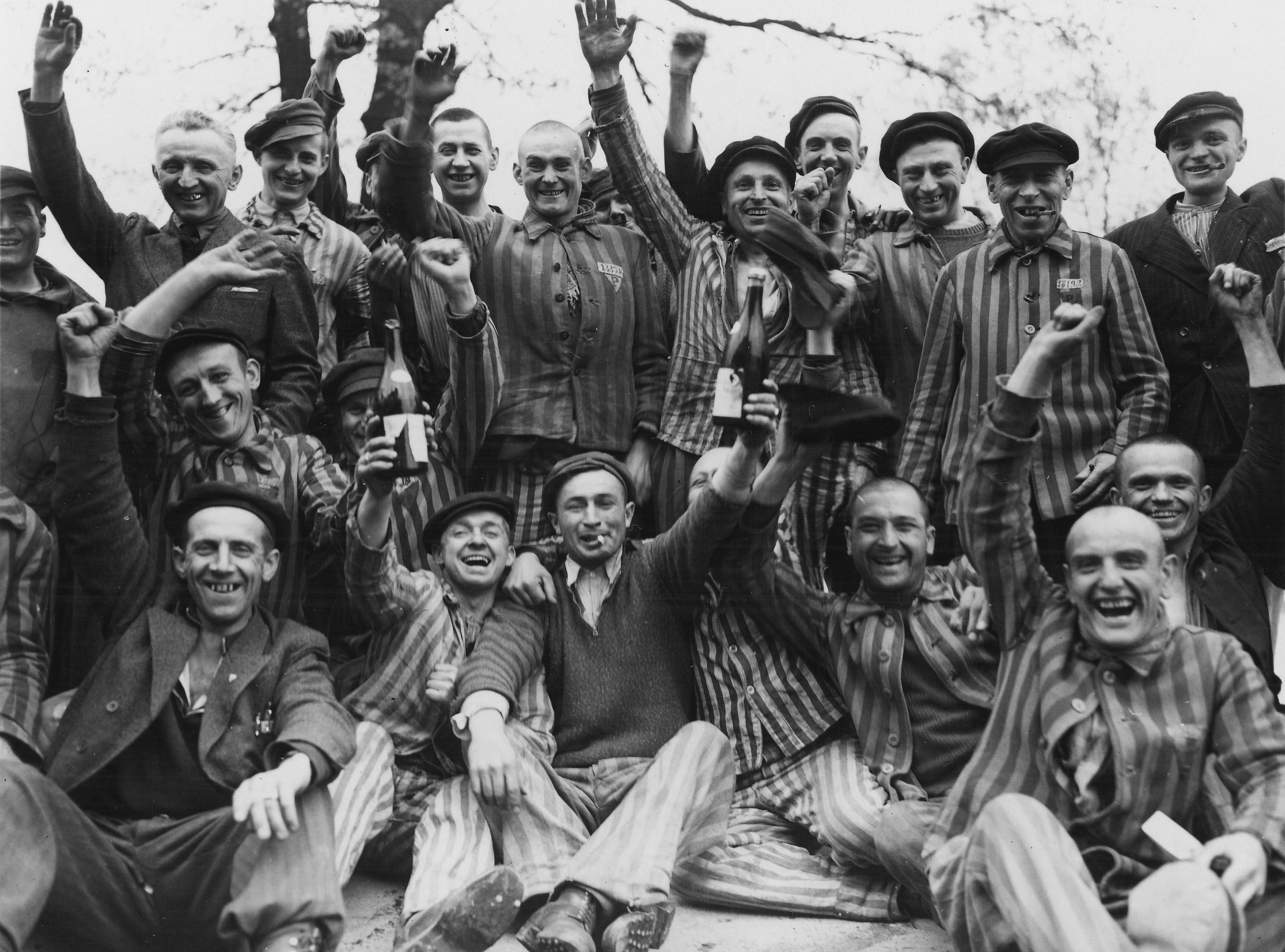
معسكر داخاو، تم فيه تخصيص ثكنات لرجال الدين الكاثوليك. حوالي 2,720 من رجال الدين المسجونين في داخاو، منهم حوالي 95% من الكاثوليك.

بعد تقسيم بولندا في نهاية القرن الثامن عشر وفقدانها لإستقلالها لصالح الغزاة كل من بروسيا ونمسا هابسبورغ وروسيا في عام 1795، تعرض البولنديون للتمييز الديني من قبل الإمبراطورية الألمانية والإمبراطورية الروسية؛ ولم تنج الكنيسة الكاثوليكية من القمع الشديد وأصبحت الكنيسة حارسًا ثقافيًا في الكفاح من أجل الاستقلال والبقاء الوطني. في القرن التاسع عشر نشطت حركات الديمقراطية المسيحية المتحالفة مع الكنيسة الكاثوليكية؛ والتي اتحدت في الحزب الديمقراطي المسيحي البولندي في عام 1919. قبل الحرب العالمية الثانية كان هناك 3.5 مليون يهودي في الجمهورية البولندية الثانية، أي حوالي 10% من عامة السكان، وعاشوا في الغالب في المدن. بين الغزو الألماني لبولندا عام 1939، ونهاية الحرب العالمية الثانية، لاقى أكثر من 90% من اليهود في بولندا لقوا مصرعهم.
عانت الكنيسة الكاثوليكية في بولندا من الإضطهاد الديني خلال غزو ألمانيا النازية. وباعتبار النازية أيديولوجية شمولية، ادعى النازيون السيطرة المطلقة على جميع الأنشطة الجماعية والاجتماعي، والتدخل في شؤون التعليم الكاثوليكي والمجموعات الشبابية والأندية العمالية والجمعيات الثقافية. لم تقبل الأيديولوجية النازية أن تكون الكنيسة مؤسسة مستقلة، وكان من المطلوب إخضاع الكنيسة للدولة. وقامت القيادة النازية بمحاولات لمحو المسيحية في ألمانيا على المدى الطويل. ظهرت العدوانية المتطرفة تجاه الكنيسة مع كل من وزير الدعاية السياسية جوزيف غوبلز، ووزير داخلية الرايخ الألماني هاينريش هيملر ومارتين بورمان والذين قادوا حملة ضد الكنائس والقساوسة قوية بين نشطاء الحزب النازي. تعرض القادة والمثقفين المسيحيين للإضطهاد بسبب أنشطتهم السياسية المناهضة للنازية. بين عامي 1939-1945، قتل ما يقدر ب 3,000 شخص، وحوالي 18% من مجمل رجال الدين الكاثوليك البولنديين، للاشتباه في علاقات مع المقاومة البولندية أو جماعات يسارية أو لإيواء اليهود (والذي كان يعاقب عليه بالإعدام). خارج التيار المسيحي العام، كان شهود يهوه هدفًا للإضطهاد النازي، لرفضهم مبايعة الحكومة النازية.

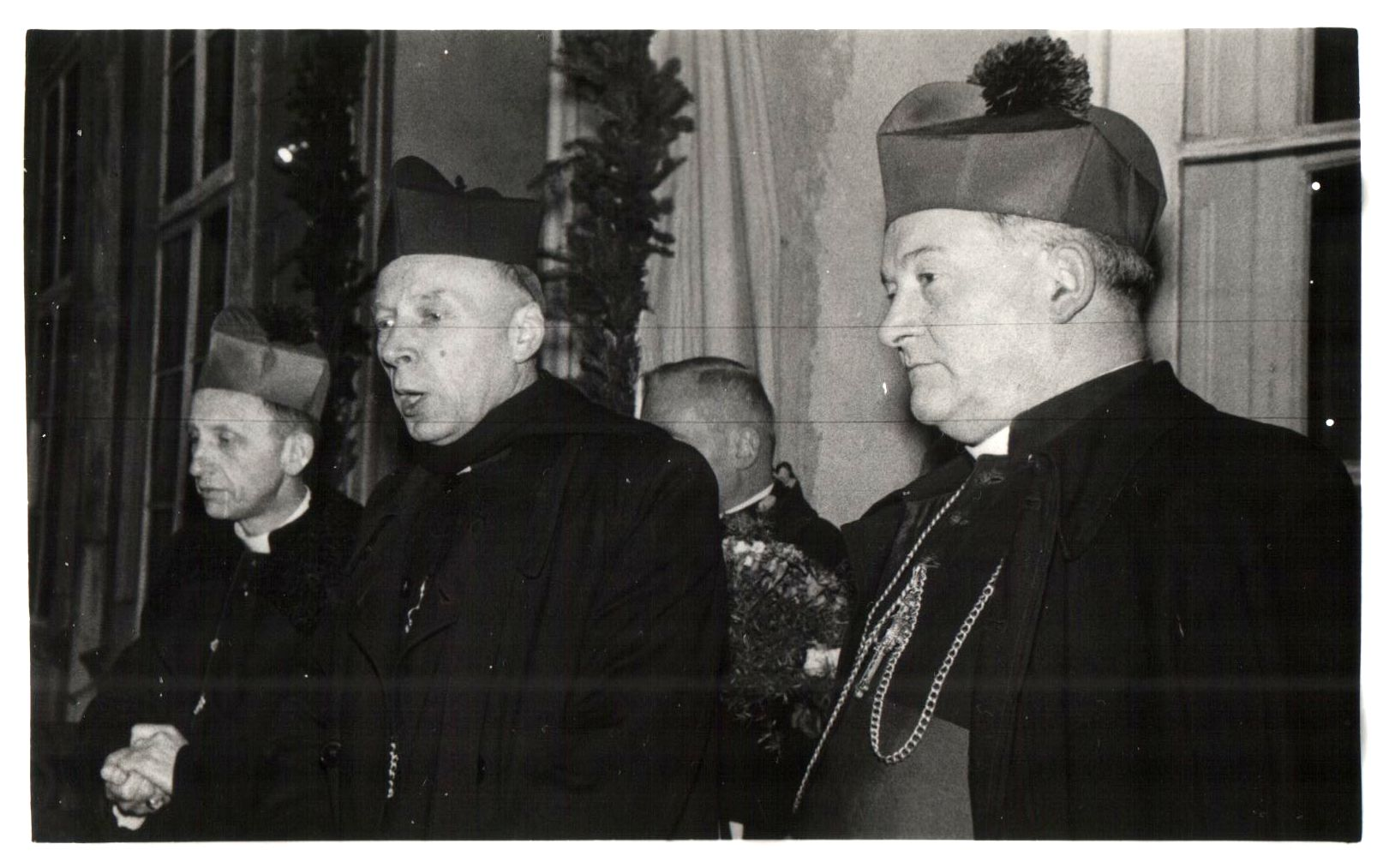
الكاردينال ستيفان ويزينسكي (في الوسط)؛ بالنسبة للكثيرين كان زعيم الأمة البولندية في مواجهة الحكومات الشمولية.

تم إلقاء القبض وإعدام ونقل إلى معسكرات الاعتقال النازية العديد من أساتذة الجامعة والمعلمين والمحامين والفنانين والكُتاب والرهبان وآخرين من النخبة المُثقفة في عمليات تهدف لإقصائهم. فقدت بولندا خلال الحرب العالمية الثانية من 39% إلى 45% من جملة أطبائها ومن أطباء الأسنان، وما يتراوح بين 26% إلى 57% من محاميها، وما بين 15% إلى 30% من معلميها، وما بين 30% إلى 40% من علمائها ومدرسي جامعاتها، وما يتراوح بين 18% إلى 28% من رجال دينها. تمت إبادة النخبة المثقفة من اليهود جُملةً. بيّن تلك السياسة الحزب النازي الذي أقر أن أي بولندي يظهر عليه علامات النبوغ، سوف يُقتل. في مساعيهم لتدمير الثقافة البولندية، حاول النازيون الألمان تدمير المسيحية في بولندا وتدمير الكنيسة الرومانية الكاثوليكية على وجه الخصوص. قُيد البولنديون بل ومُنعوا في بعض المناطق المحتلة من ممارسة طقوسهم الدينية وحضورها. تزامن ذلك مع مُصادرة ممتلكات الكنيسة وتم حظر اللغة البولندية في بعض المراسم الدينية وتم إبطال المؤسسات التابعة لها ومُنعت بعض الاغاني الدينية أو حتى ترديد بعض آيات الإنجيل في العلن. كانت أسوأ السياسات المُتبعة تلك في إحدى المدن حيث عاملهم الألمان على كونهم فئران مُختبر لتلك السياسات المُعادية للدين. تم استهداف رجال الدين ورموز قيادية دينية من ضمن النخبة المثقفة التي تعرضت للاستئصال.

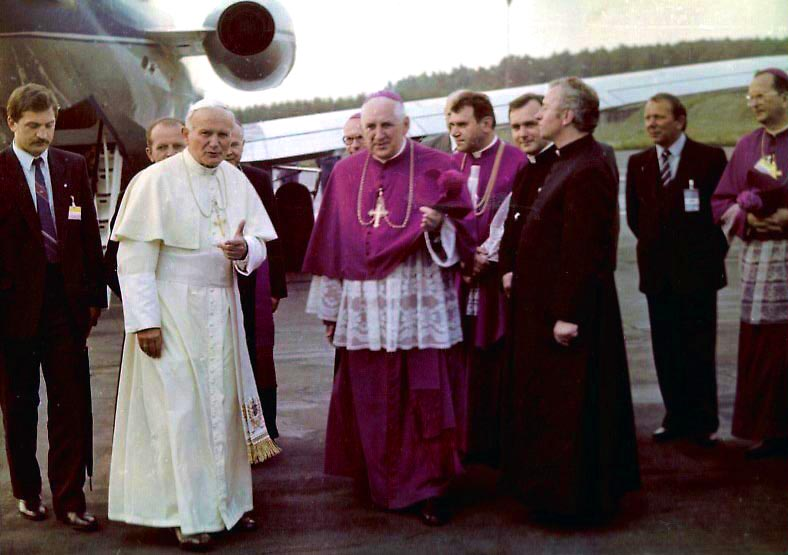
البابا يوحنا بولس الثاني خلال زيارته لبولندا في عام 1987.

عقب إنشاء النظام الشيوعي في البلاد والسيطر عليها من الاتحاد السوفييتي بعد الحرب العالمية الثانية لم يسمح للكنيسة بمواصلة أداء الدور الثقافي، على الرغم من وجود بعض التعاون الطفيف بين رجال الدين البولنديين والنظام. وأصبحت الأنشطة الكنيسة تخضع لإشراف الحكومة السوفييتية نتيجة لتطبيق النظام الشيوعي.عانت الكنائس المسيحية تحت الحكم الشيوعي إذ كانت الكنيسة محرومة من حقوقها القانونية وتعرضت لعملية قمع واضطهاد نتيجة سيادة الفكر الإلحادي، وسرعان ما ألغي التعليم الديني الإلزامي في المدارس. وينسب إلى البابا يوحنا بولس الثاني البولندي الأصل دور بارز في إسقاط الشيوعية في أوروبا الوسطى والشرقية، مع كونه مصدر إلهام وراء سقوطها، وحافزًا على ذلك، خصوصًا في بلده بولندا حينما دعم «ثورة سلمية» لإسقاط الشيوعية المراسلات بين البابا والرئيس الإمريكي رونالد ريغن كشفت أن الفاتيكان يدعم سياسة الولايات المتحدة في مقارعة الاتحاد السوفياتي. في ديسمبر 1989 التقى البابا يوحنا بولس الثاني مع الزعيم السوفياتي ميخائيل غورباتشوف وقال غورباتشوف في ختام اللقاء: «إن انهيار الستار الحديدي كان مستحيلاً لولا يوحنا بولس الثاني».
منذ انهيار الشيوعية تعرف الكنيسة الكاثوليكية نهضة قوية في بولندا حيث عادت لتشكل رباطاً للهوية الوطنية شاغلة الفراغ الذي خلّفه سقوط الإيديولوجية الشيوعية، حيث عاد إليها الملايين من البولنديين يظهر ذلك في العودة للدين والتردد على الكنائس والصلوات وأضحت الكنيسة مؤسسة روحية نافذة في بولندا، وعادت العلاقات القوية بين الدولة مع الكنيسة والنشطاء الكاثوليك. ويمتدّ نفوذ الكنيسة حتى إلى الحياة النقابيَّة والتي يعدّها الكثيرين ملجأ. ووفقًا لدراسة أجراها إيبسوس موري في عام 2011، فإن 85% من البولنديين لا يزالون مسيحيين، وفقط 8% غير دينيين أو ملحدين، في حين حوالي 2% يلتزمون بأديان أخرى غير محددة، وحوالي 5% لم يعطوا إجابة على السؤال. في يوليو من عام 2016 قام البابا فرنسيس بزيارة بولندا بمناسبة أيام الشبيبة العالمية الكاثوليكية وبمناسبة الذكرى السنوية الـ 1050 لاعتناق البلاد الديانة المسيحية، وحثَّ البابا فرنسيس في كلمة القاها في مدينة كراكوف أمام ثلاثة ملايين من الشباب الكاثوليك  الذين توافدوا إلى بولندا للمشاركة في تجمع للشبيبة على التعاطف مع المهاجرين واللاجئين. وفقاً لمركز بيو تربى نحو 96% من سكان بولندا على المسيحية، بينما يعتبر 92% من السكان أنفسهم مسيحيين في عام 2017، أي أن نسبة السكان المسيحيين مستقرة.

## الطوائف المسيحية

### الكاثوليكية

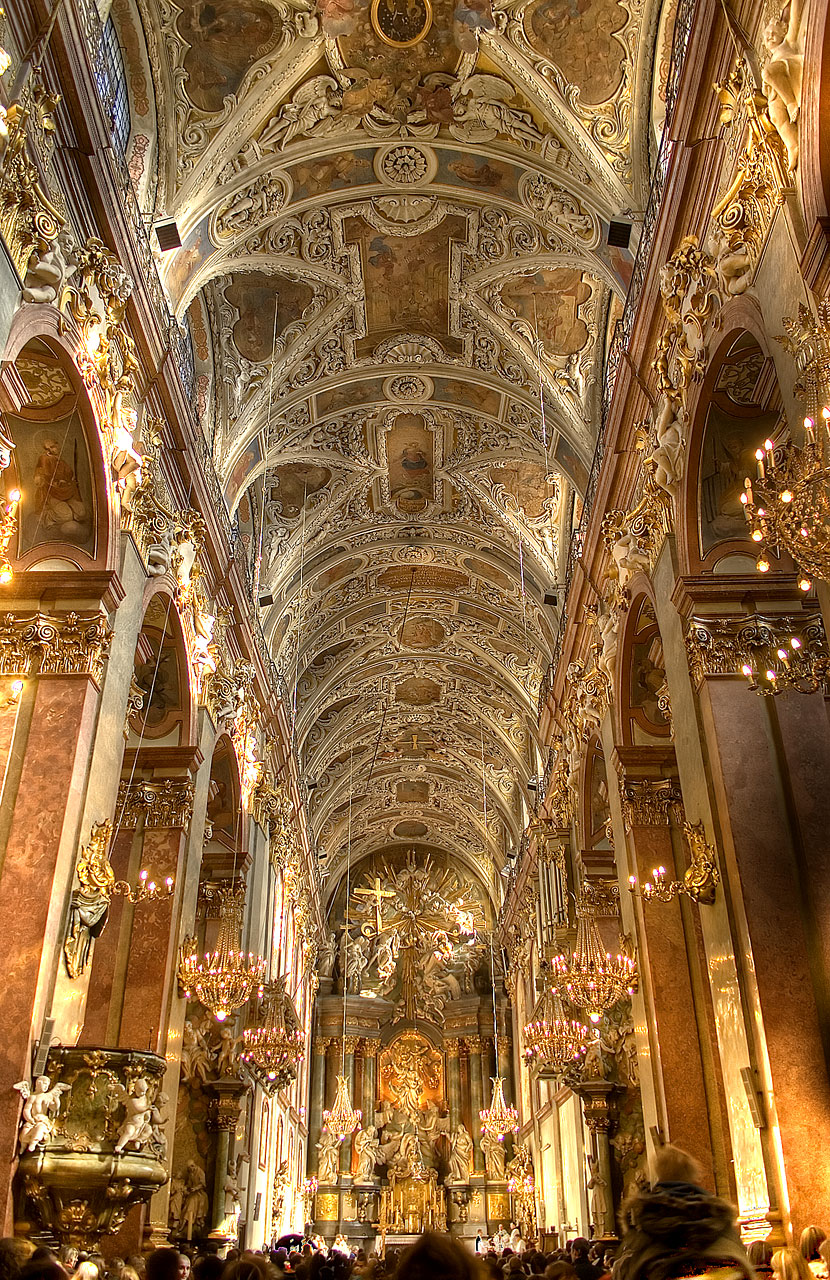
مزار عذراء بولندا السوداء في تشيستوكوفا، أحد أهم المزارات المريميّة في أوروبا والعالم الكاثوليكي.

حوالي 87.0% من البولنديين يتبعون الكنيسة الرومانية الكاثوليكية. ويصل أعداد الكاثوليك في بولندا إلى حوالي 35 مليون نسمة وبالتالي تحتل بولندا المرتبة الثامنة في قائمة أكبر الدول الكاثوليكية في العالم.
تلعب الكاثوليكية تلعب دورًا هامًا في حياة العديد من البولنديين وتتمتع الكنيسة الكاثوليكية في بولندا بمكانة اجتماعية خاصة ونفوذ سياسي. تُحظى الكاثوليكية باحترام كبير من قبل أعضائها، والذين يرون فيها رمزًا للتراث والثقافة البولندية. تتراوح معدلات حضور الشعائر الدينية بين 52% إلى 60%، وبالتالي لا تزال بولندا واحدة من أكثر البلدان في أوروبا عامًة والإتحاد الأوروبي خاصًة تدينًا.
كانت الكاثوليكيَّة عنصرًا مهمًا في القومية البولندية وأرتبطت بشكل كبير مع الهويَّة الوطنيَّة، التشابك بين الهوية الوطنية والكنيسة الكاثوليكية يعود جذوره بشكل أساسيّ في فترة الإصلاح المُضاد في القرن السابع عشر، وترسخ دور الكنيسة بشكل واضح في فترة ما بين الحربين العالميتين. وعلى الرغم من امتياز الكومنولث البولندي الليتواني بمستوى عال من التنوع الثقافي والعرقي وتسامح ديني لا مثيل له في أوروبا المسيحية، أضحت الحركة الدينيَّة الكاثوليكيّّة الخلاصية أمم المسيح واحدة من الخصائص المميزة للهوية البولندية الحديثة.
في الحقبة التي تلت انهيار الحكم الشيوعي، برزت متغيّرات المجتمع البولندي الدينية بصورة واضح، فقد تعزّزت عملية التعليم المسيحي في المدارس ولا يزال للكنيسة دورها الفاعل في تعزيز العلاقات الاجتماعية في المجتمعات البولنديَّة. فالعائلة في مجتمعات الريف ما زالت تضطلع بدور مركزي وتُعَدّ مرجعًا وشبكة أمان لكثيرين، وتحافظ على علاقات أسرية متينة. ويرى بعض المتخصصين في علاقة الكنيسة بالمجتمع البولندي بأنّ ثمّة «علاقة هيمنة ودولة داخل الدولة». وممّا لا شكّ فيه أنّ الكنيسة أدّت أدواراً كبيرة في فترات حاسمة في تاريخ بولندا. حيث تأتي مسألة الإجهاض كواحدة من أهم النقاط التي تؤثّر فيها الكنيسة. ويُنظر إلى محاولات تشديد القوانين حول الإجهاض والسعي الحكومي منذ عام 2016 إلى منعه، كواحد من عوامل نفوذ الكنيسة في الحياة اليومية في بولندا.
البابا يوحنا بولس الثاني الذي أختير حبرًا أعظم للكنيسة الكاثوليكية خلفًا للبابا يوحنا بولس الأول؛ وعند انتخابه كان البابا الغير إيطالي الأول منذ عهد إدريان السادس (1522 - 1523) كما كان البابا البولندي الأول في تاريخ الكنيسة الكاثوليكية. أعتبر البابا يوحنا بولس الثاني واحدًا من أقوى عشرين شخصية في القرن العشرين، وقد لعب دورًا بارزًا في إسقاط النظام الشيوعي في بلده بولندا وكذلك في عدد من دول أوروبا الشرقية.

### طوائف أخرى
حسب احصائيات تعود لعام 2011 يتألف ما تبقى من السكان من أتباع الكنيسة الأرثوذكسية الشرقية (حوالي 504,150 نسمة) حيث أن المؤمنين من أتباع هذه الكنيسة هم من البولنديين عرقيًا والروس البيض، من ثم الكنيسة الإنجيلية أوغسبورغ في بولندا (61,738 عضوًا)، والكنائس البروتستانتية المختلفة (حوالي 140,000 نسمة) وشهود يهوه (129,270 عضوًا). وتضم بولندا على مجتمع تاريخي من المسيحيين الأرمن من أتباع الكنيسة الأرمنية الأرثوذكسية والكنيسة الأرمنية الكاثوليكية، وقد قدموا كتجار إلى البلاد في القرن الرابع عشر.

## الإلترام الديني

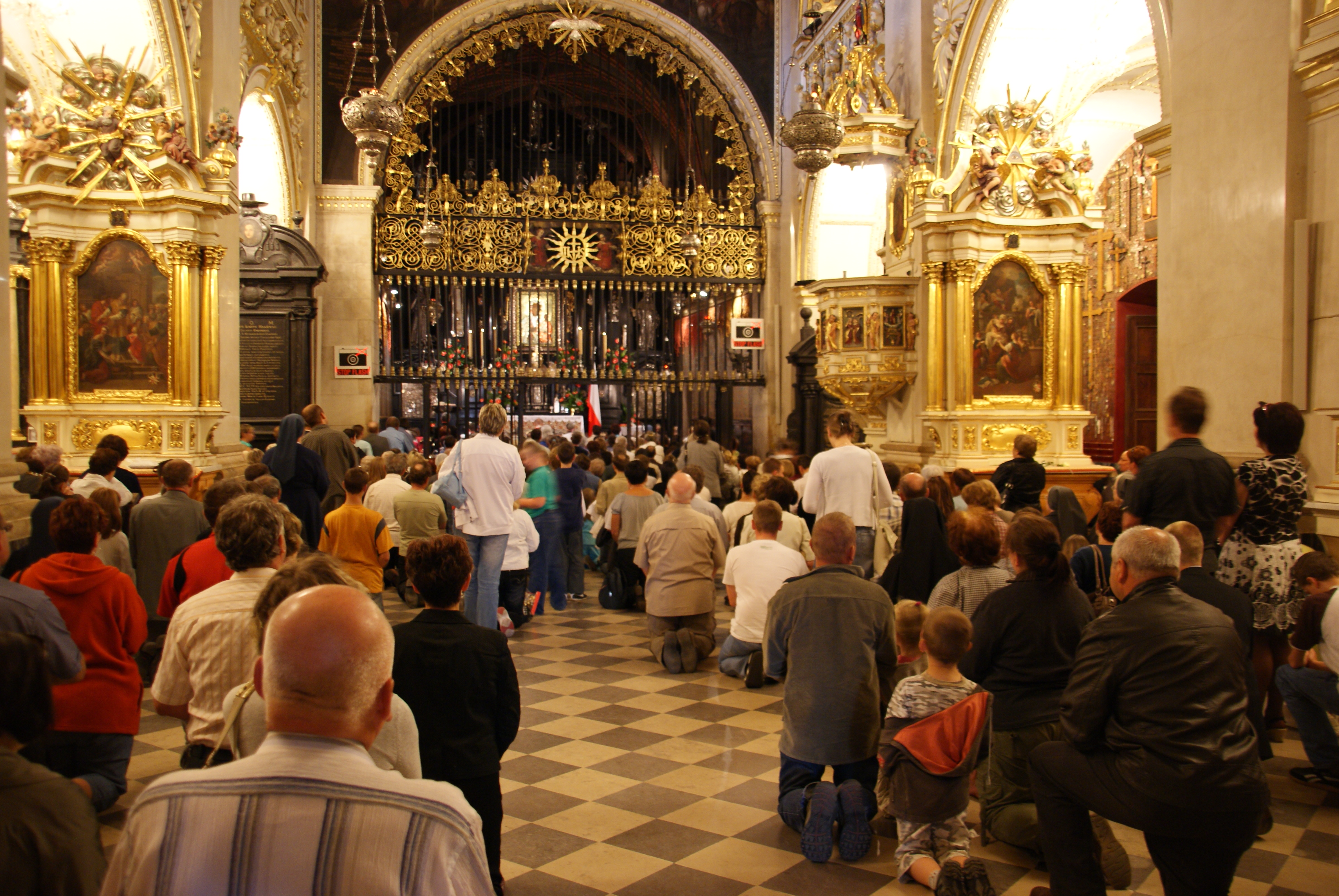
بولنديون كاثوليك خلال موسم الحج إلى مزار تشيستوكوفا.

وجدت دراسة قامت بها مركز بيو للأبحاث عام 2015 أنَّ حوالي 86% من البولنديين يؤمنون في الله، وحوالي 77% منهم يعتبرون للدين أهميَّة في حياتهم، ووجدت دراسة قامت بها مركز بيو للأبحاث عام 2015 أنَّ حوالي 45% من البولنديين الكاثوليك يُداومون على حضور القداس على الأقل مرة في الأسبوع، بالمقارنة مع 37% يُداومون على على حضور القداس على الأقل مرة في الشهر أو السنة. في حين أنَّ 29% من البولنديين الكاثوليك يُداومون على الصلاة يوميًا.
وقد وجدت الدراسة أيضًا أنَّ حوالي 77% من البولنديين الكاثوليك يُداوم على طقس المناولة ويصوم حوالي 74% خلال فترات الصوم. ويقدم حوالي 37% منهم الصدقة أو العُشور، ويقرأ حوالي 17% الكتاب المقدس على الأقل مرة في الشهر، في حين يشارك 15% معتقداتهم مع الآخرين. ويملك حوالي 86% من البولنديين الكاثوليك أيقونات مقدسة في منازلهم، ويضيء حوالي 18% الشموع في الكنيسة، ويرتدي 43% الرموز المسيحيَّة. عمومًا حصل حوالي 99% من مجمل البولنديين الكاثوليك على سر المعمودية، ويقوم 85% من الأهالي البولنديين الكاثوليك بالتردد مع أطفالهم للكنائس، ويقوم 73% بإلحاق أولادهم في مؤسسات للتعليم الديني و55% بالمداومة على قراءة الكتاب المقدس والصلاة مع أولادهم.
أظهر تقرير أكاديمي بريطاني حول نسب حضور الدين المسيحي في أوساط الشباب الأوروبيين (تتراوح أعمارهم بين 16 - 29) عام 2018 ونشره أستاذ علم اللاهوت في جامعة سانت ماري في لندن «ستيفن بوليفانت»، أنَّ أكبر تجمع للشبّان المسيحيين المتدينين هو في بولندا حيث تبلغ النسبة 83%، وليتوانيا بنسبة 74%، وجمهورية إيرلندا بنسبة 59%، في حين أن أقل نسبة في جمهورية التشيك حيث تبلغ 9%، أما السويد فتبلغ فيها النسبة 18% وهولندا 19%. وبيَّن التقرير أنَّ بولندا هي أكثر الدول تدينًا؛ حيث يرى 17% فقط من الشباب أنفسهم غير متدينين، ويليهم 25% لنفس الفئة العمرية في ليتوانيا.

### التردد على الكنائس

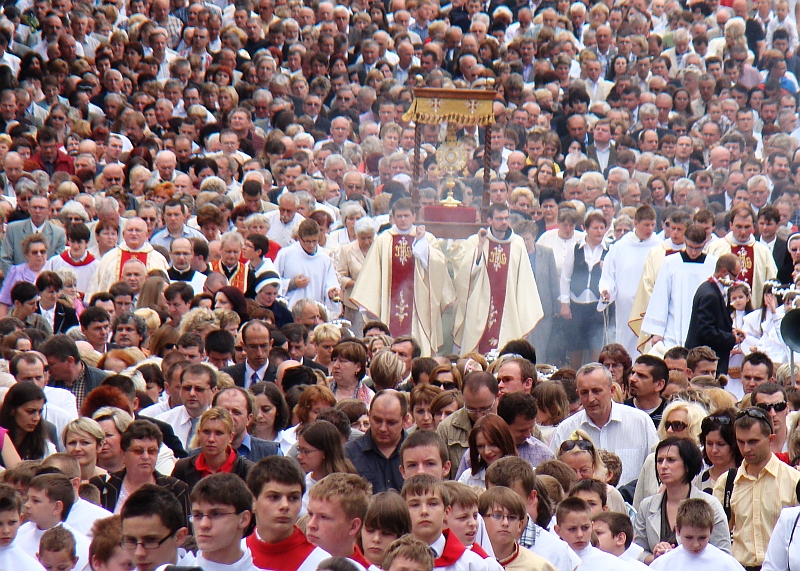
بولنديون كاثوليك خلال تطواف عيد القربان.

قام مركز بحوث الرأي العام بإجراء دراسات استقصائية عن الممارسة الدينيَّة في بولندا. وأوردت وثيقة في عام 2012 أنَّ التردد على الكنائس وإعلان الإيمان الديني كان ثابتًا منذ أكثر من ربع قرن، حيث انخفض إلى أدنى حد له منذ عام 2005، عندما أدى الحزن بموت البابا يوحنا بولس الثاني إلى زيادة في الممارسة الدينية بين البولنديين. في دراسة أجريت عام 2012، أعلن 54% من البولنديين أنهم يحضرون الخدمات الدينية مرة واحدة في الأسبوع على الأقل، وحوالي 18% يفعلون ذلك مرة أو مرتين في الشهر، وحوالي 20% يفعلون ذلك عدة مرات في السنة، وفقط 8% لا يذهبون أبدًا إلى الكنائس. وفي الوقت نفسه، يعتبر 94% من البولنديين أنفسهم مؤمنين دينيين، في حين أنه فقط 6% من البولنديين يقولون أنهم غير مؤمنين.
يستمر عيد القيامة ليكون عطلة دينية هامة في حياة الكاثوليك البولنديين. ووفقًا لدراسة أجريت في عام 2012 من قبل مركز أبحاث الرأي العام (كبوس)، فإن 74% من البولنديين يبذلون جهدًا للمشاركة في التكفير عن الذنب قبل عيد القيامة، وحوالي 59% يبذلون جهدًا لحضور محطات طقوس درب الصليب بزيادة بحوالي 6% منذ عام 2003، ويريد 57% تحسين أنفسهم للأفضل (بزيادة قدرها 7%)، ويقوم 49% بمساعدة المحتاجين (بزيادة قدرها 8%)، ويقوم 46% بالصلاة أكثر (انخفاضًا بنسبة 5%).
وجد مركز CBOS لإستطلاع الرأي في أبريل 2014 ما يلي:
| المشتركين في الصوم الكبير وعيد القيامة: هل...؟ (CBOS لإستطلاع الرأي 2014) | نعم | كلا |
| ------------------------------------------------------------------------- | --- | --- |
| تصوم يوم الجمعة الحزينة                                                   | 83% | 17% |
| تقوم بالإعتراف                                                            | 70% | 30% |
| ترسم الرماد خلال أربعاء الرماد                                            | 64% | 36% |
| تشترك بطقوس أسبوع الآلام                                                  | 56% | 44% |
| تشترك في قداس عشيَّة عيد القيامة                                            | 53% | 47% |
| تشترك في رتبة درب الصليب                                                  | 52% | 48% |
| تشترك في قداس أحد القيامة                                                 | 48% | 52% |

## المسيحية في المجتمع

### الهوية

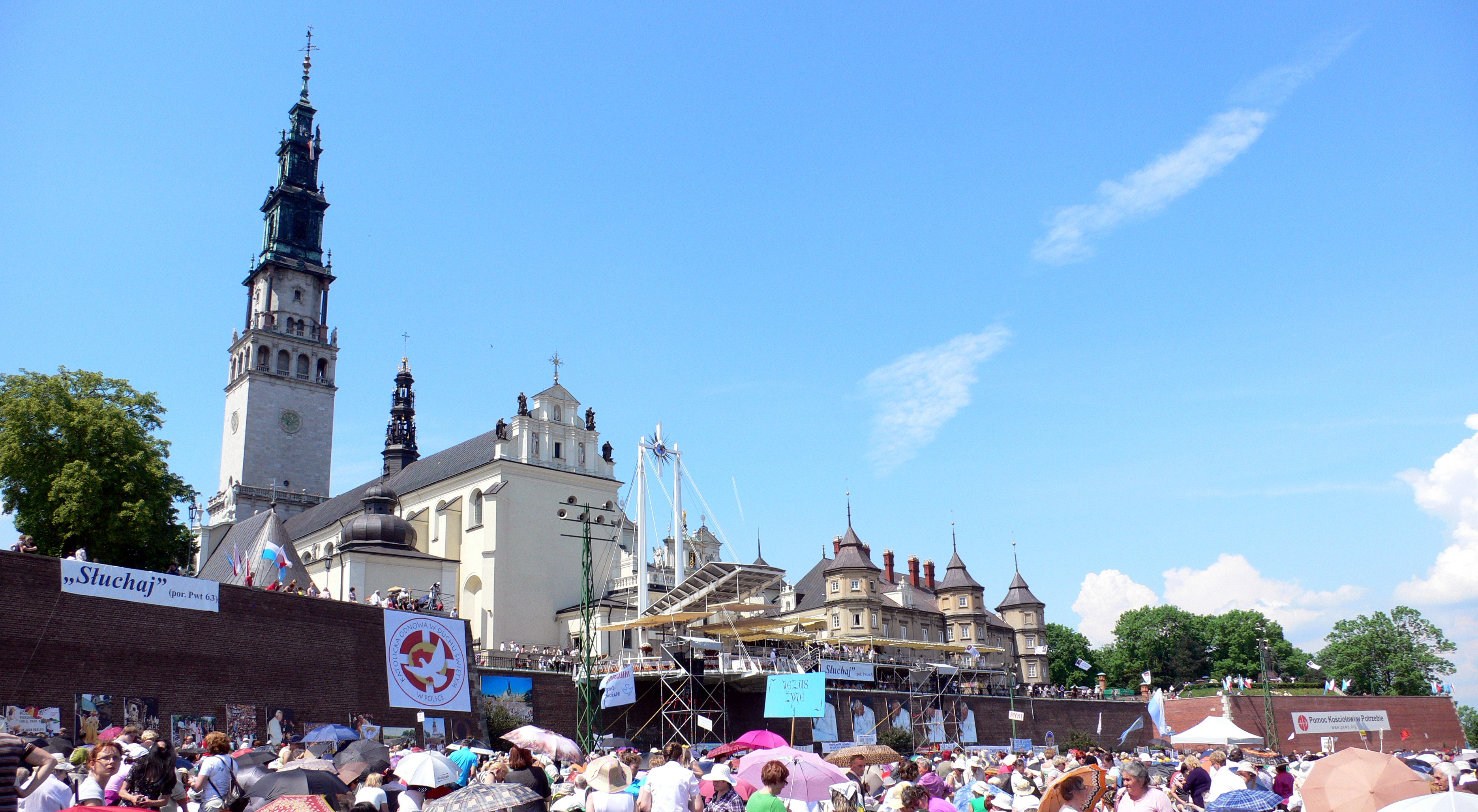
بولنديون يحجون إلى مزار عذراء بولندا السوداء في تشيستوكوفا.

بحسب دراسة معهد بيو للأبحاث قال حوالي 64% من البولنديين أن كون المرء مسيحيًا هو جزءًا «هامًا ومركزي» أو إلى «حد ما» من الهوية الوطنية. ووجدت دراسة قامت بها مركز بيو للأبحاث عام 2015 أن البولنديين الكاثوليك ينقسمون بين أولئك الذين يقولون أن جوهر هويتهم المسيحيَّة هي في المقام الأول مسألة دينيَّة (50%)، وأولئك الذين يقولون أن هويتهم المسيحيَّة مرتبطة أساسًا بالتقاليد العائلية أو الهوية الوطنية (27%)، وأولئك الذين يقولون أنَّ هويتهم المسيحيَّة هي مزيج من الدين والتقاليد العائلية أو الهوية الوطنية (20%). بحسب الدراسة أعرب حوالي 82% من البولنديين الكاثوليك بأنَّ هويتهم المسيحيَّة هي مصدر فخر واعتزاز بالنسبة لهم، في حين قال 55% من البولنديين الكاثوليك أنَّ لديهم شعور قوي بالانتماء للمجتمع الكاثوليكي في العالم، وقال 100% من البولنديين الكاثوليك أنَّه سيربي أبناه على الديانة المسيحيَّة. ويوافق 64% من البولنديين على التصريح أنَّ الكاثوليكيَّة هي عاملًا هامًا في الهوية الوطنيّة.

### الأعياد
عيد الميلاد في بولندا هو احتفال سنوي كبير، كما هو الحال في معظم بلدان العالم المسيحي. تطور الاحتفال بعيد الميلاد تدريجياً عبر القرون، ابتداءً من العصور القديمة؛ حيث تم الجمع بين العادات البولندية القديمة والعادات الدينية التي أدخلتها الكنيسة الكاثوليكية بعد تنصير بولندا. وتشمل التأثيرات اللاحقة التغلغل المتبادل للتقاليد المحلية والثقافات الشعبية المختلفة. وهو أحد أهم الأعياد الدينية للبولنديين الذين يتبعون عادةً تقاليد اجتماعية صارمة إلى حد ما. يتم تزيين وإضاءة أشجار عيد الميلاد في الصالات العائلية في ليلة عيد الميلاد. وتوضع أشجار أخرى في معظم الأماكن العامة وخارج الكنائس. ويُطلق على عيد الميلاد في بولندا اسم (بالبولنديَّة: Boe Narodzenie).
يوم القديس نيكولاس في 6 ديسمبر هو البداية غير الرسميَّة لموسم الأعياد في بولندا. ويتلقى الأطفال ممن يحسنون السلوك هدايا صغيرة في اليوم، في حين يحصل الأطفال المشاغبون على قطعة من الفحم أو غصين يسمى «روزجا». أهم يوم بموسم الأعياد هو عشية عيد الميلاد في يوم 24 ديسمبر. في بولندا وأجزاء أخرى من أوروبا الشرقية وإسكندنافيا، فإن الأسماك غالبًا ما تكون هي الوجبة الرئيسية في العشاء التقليدي، ويبدأ العشاء بكسر رقاقة عيد الميلاد المعروفة باسم «أوبلاتيك»، وهي عادة لا تُمارس إلا في بولندا وبعض أجزاء ليتوانيا. ويجب أن تكون الوجبات خالية من اللحوم كدليل على الصيام ويتم إعداد اثني عشر طَبقاً مختلفاً، والتي ترمز إلى الرسل الاثني عشر. ويختتم الاحتفال بتبادل الهدايا وقداس منتصف الليل في الكنائس. ومن الرموز الثقافية البولندية لعيد الميلاد مغارة كراكوف أو (بالبولنديَّة: Szopka krakowska، نقحرة: كراكوف شوبكا) هو تمثيل لمغارة الميلاد خاص ومتربط في مدينة كراكوف البولنديَّة، وهو من تقاليد عيد الميلاد القادمة من كراكوف، والتي يعود تاريخها إلى القرن التاسع عشر. ميزة هذا التمثيل هو استخدام المباني التاريخية لمدينة كراكوف خصوصًا القلاع والقصور كخلفية لميلاد يسوع.
يحظى عيد الدونات والمعجنات الحلوة بشعبية كبيرة في يوم الخميس البدين، وعادةً ما يكون ذلك قبل 52 يوماً من عيد القيامة. يتم طلاء بيض الفصح ووضعه في سلال مزينة سبق أن باركها رجال الدين في الكنائس يوم سبت النور. يتم الاحتفال بيوم عيد الفصح مع احتفالات ذات طابع اجتماعي. ويزور أفراد الأسرة مقابر الأقارب من الموتى سنوياً في يوم عيد جميع القديسين؛ كما ويتم تنظيف شواهد القبور كعلامة على الاحترام وتُضاء الشموع لتكريم الموتى على نطاق غير مسبوق.

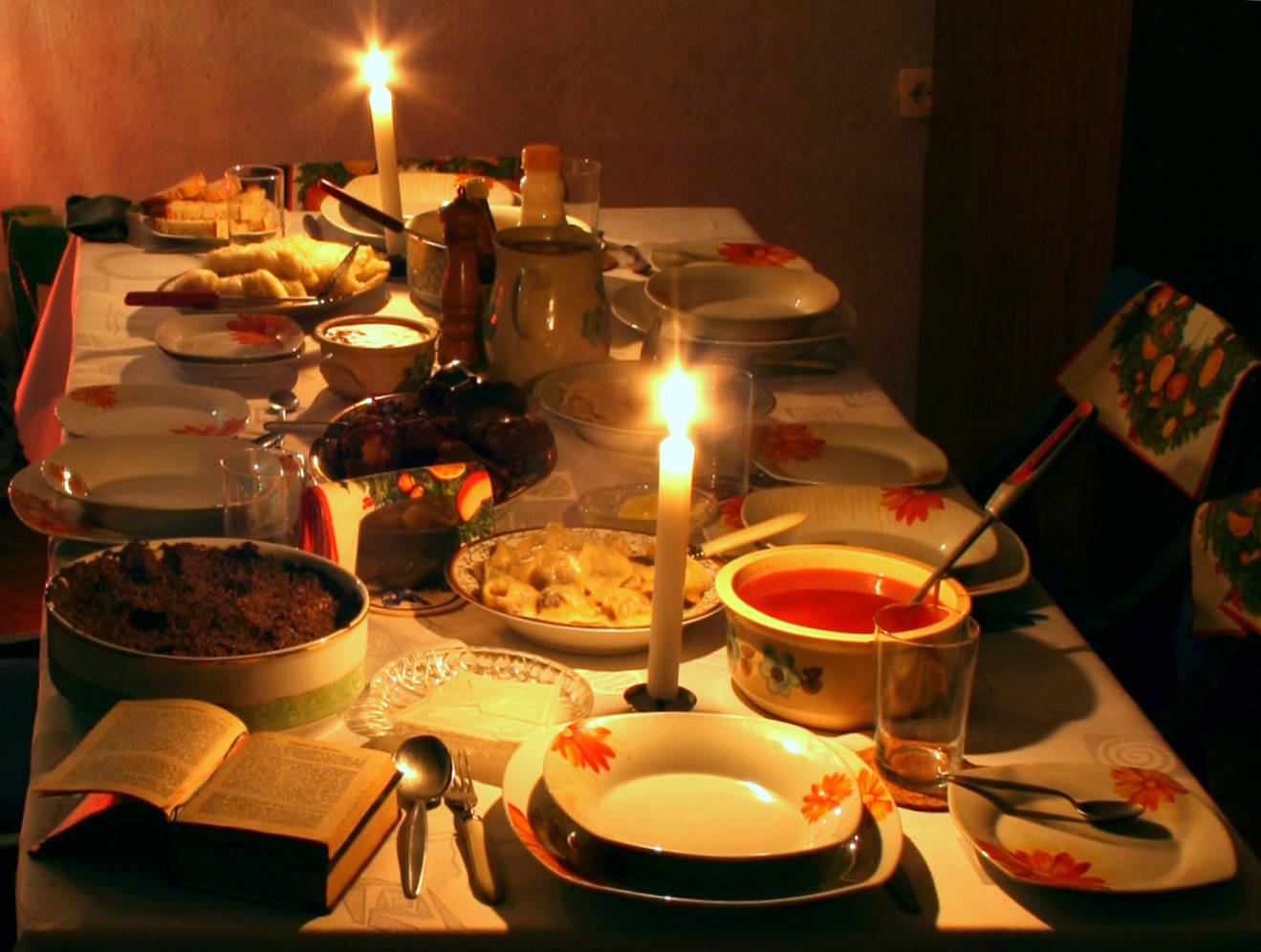
وليمة تقليديَّة لعشاء عيد الميلاد
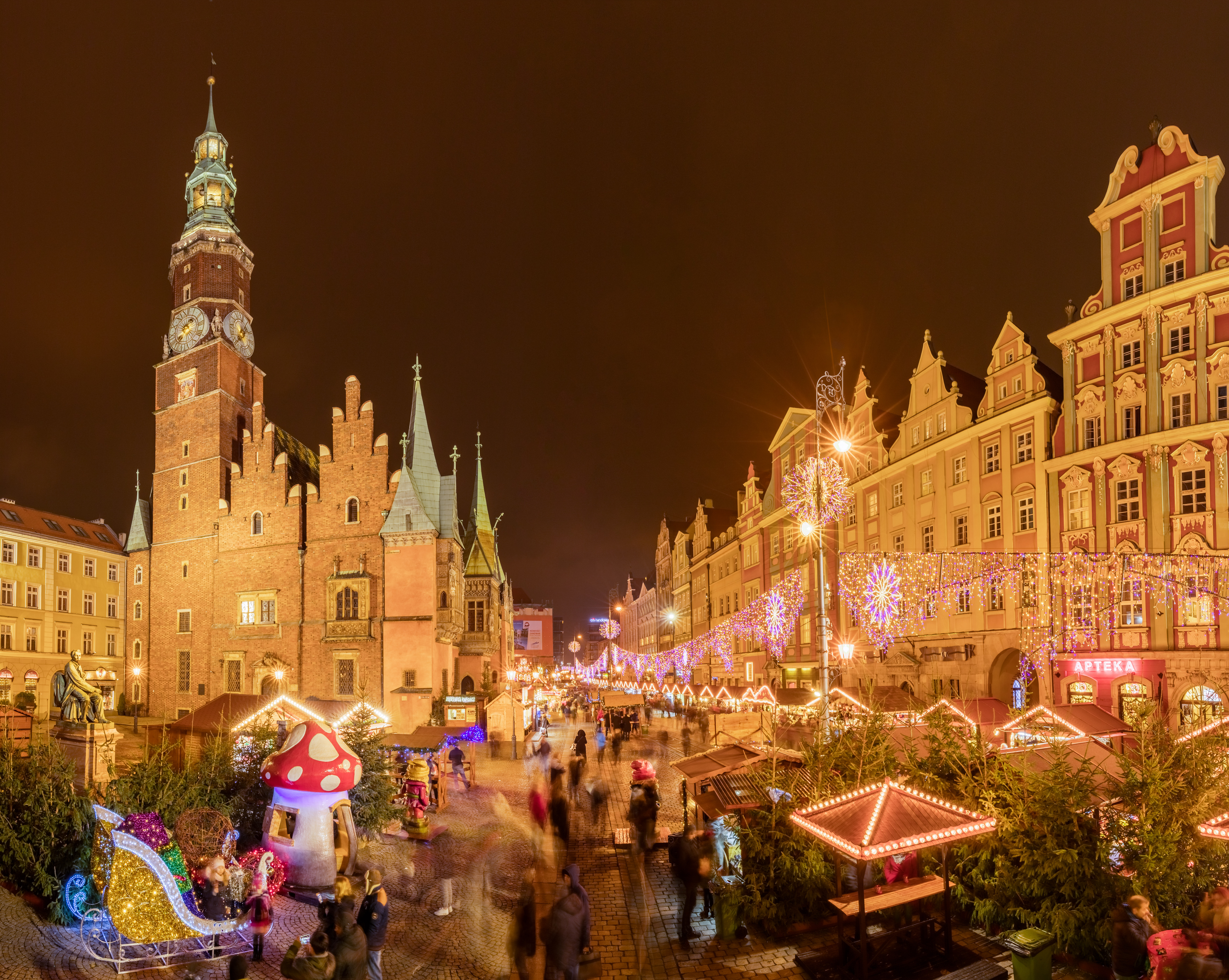
جانب من سوق عيد الميلاد في وارسو
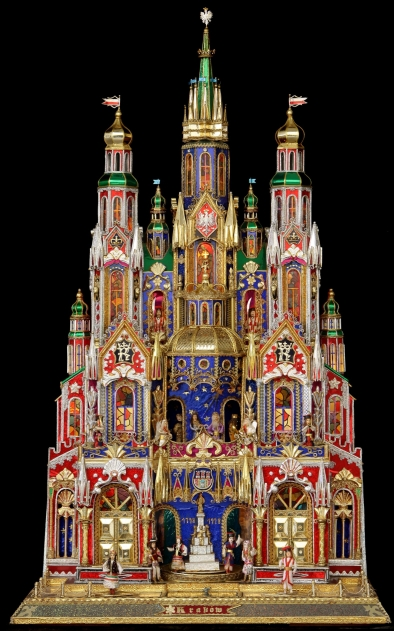
مغارة كراكوف
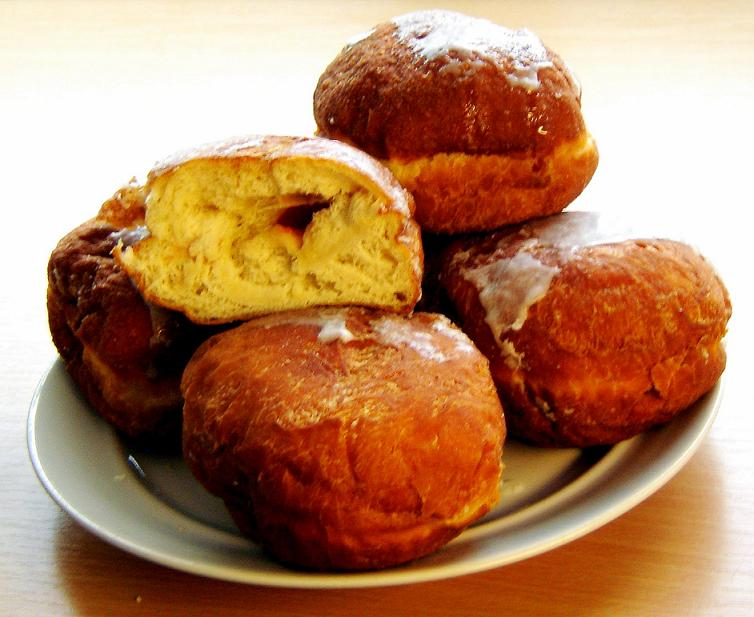
الدونات البولندية، وهي حلويات تقدّم على شرف الخميس البدين
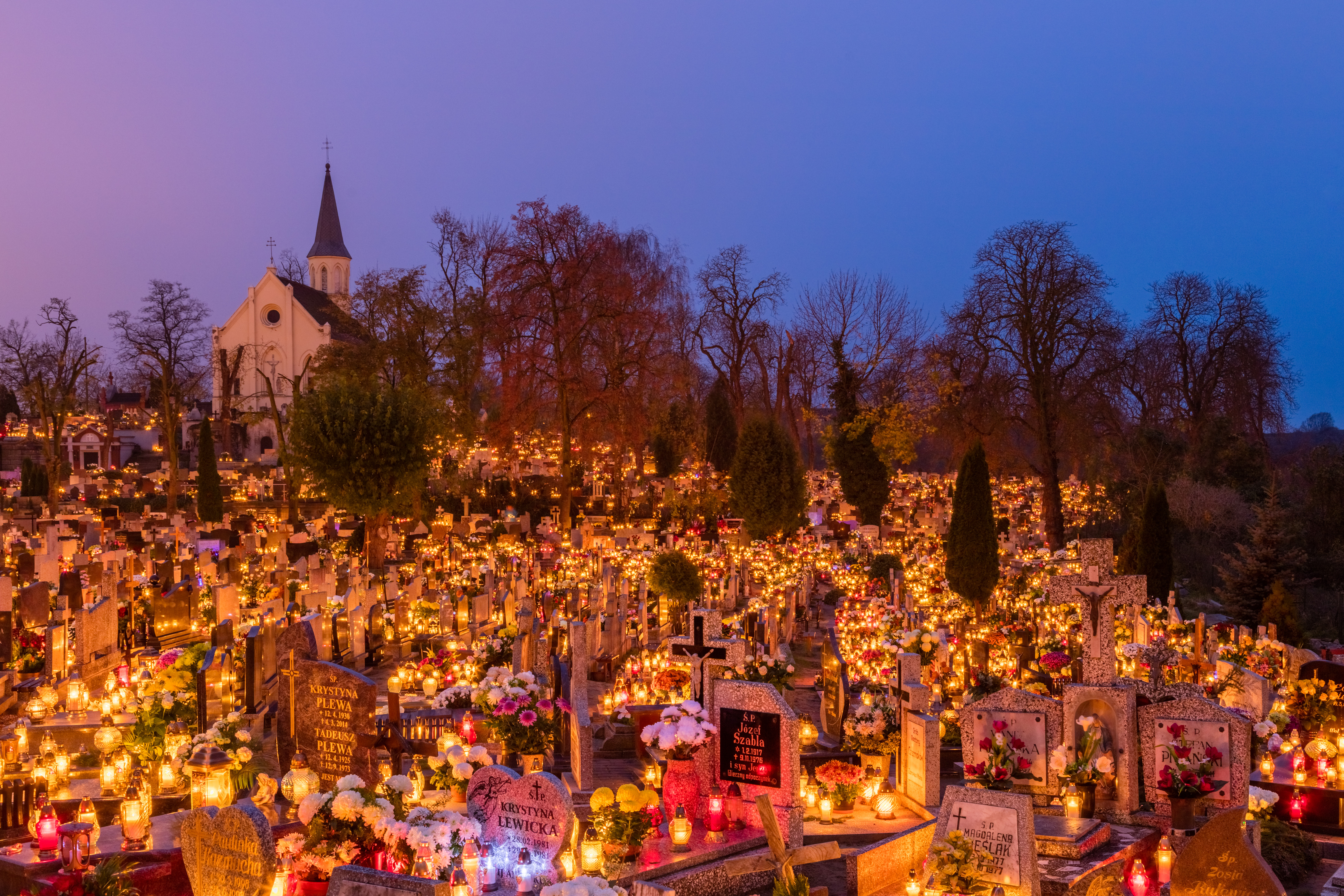
جانب من احتفالات عيد جميع القديسين في بولندا

### مواقع الحج
المواقع الشهيرة للحج المسيحي في بولندا تشمل مزار عذراء بولندا السوداء في تشيستوكوفا، وهي أحد أهم المزارات المريمية في أوروبا والعالم، وكذلك منزل عائلة يوحنا بولس الثاني في كراكوف.

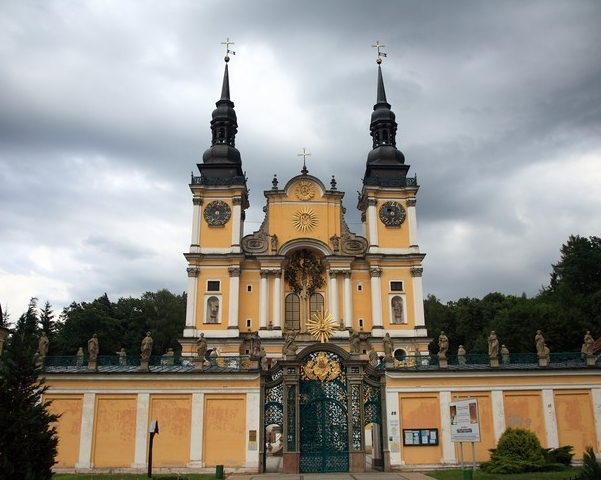
بازيليكا السيدّة مريم العذراء، في مدينة شفينتا يبكا.
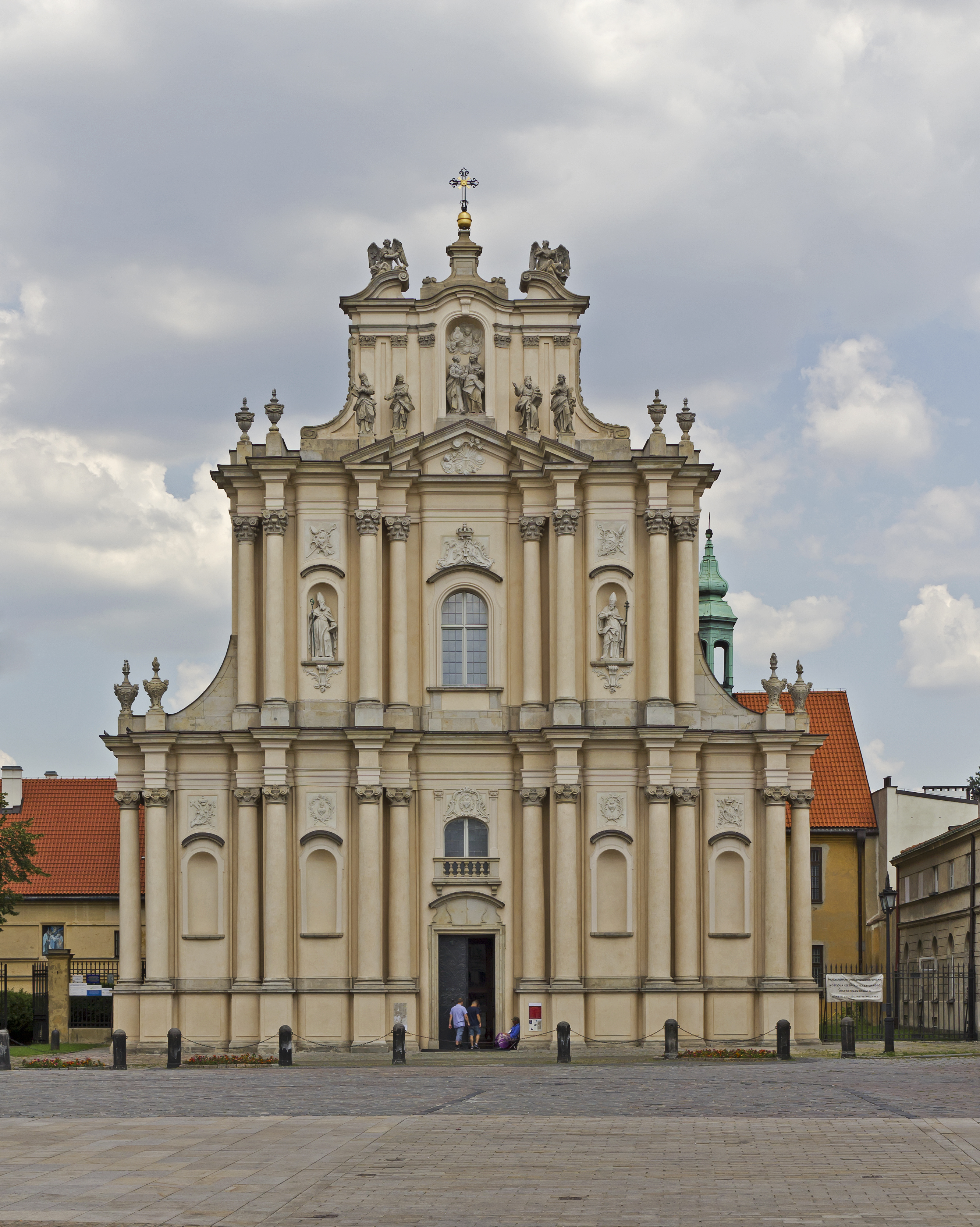
كاتدرائية الزيارة، في مدينة وارسو.
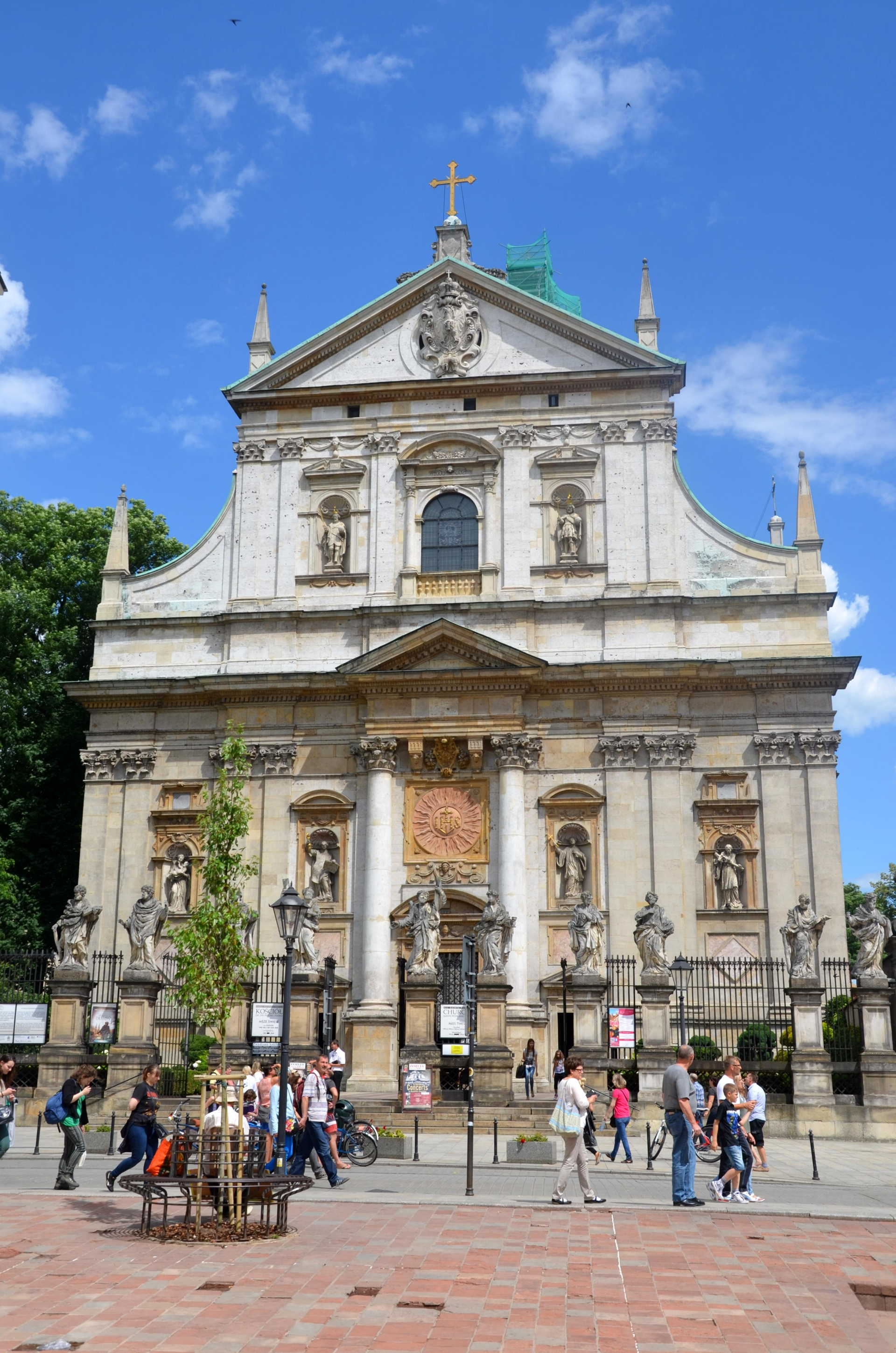
كاتدرائية القديس بطرس وبولس، في مدينة كراكوف.
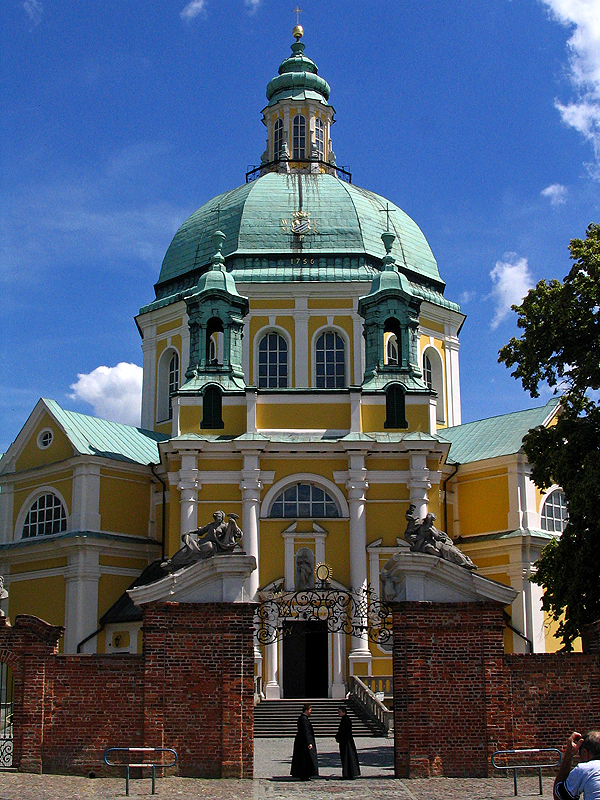
دير فيليب الأسود في محافظة سيليزيا السفلى.
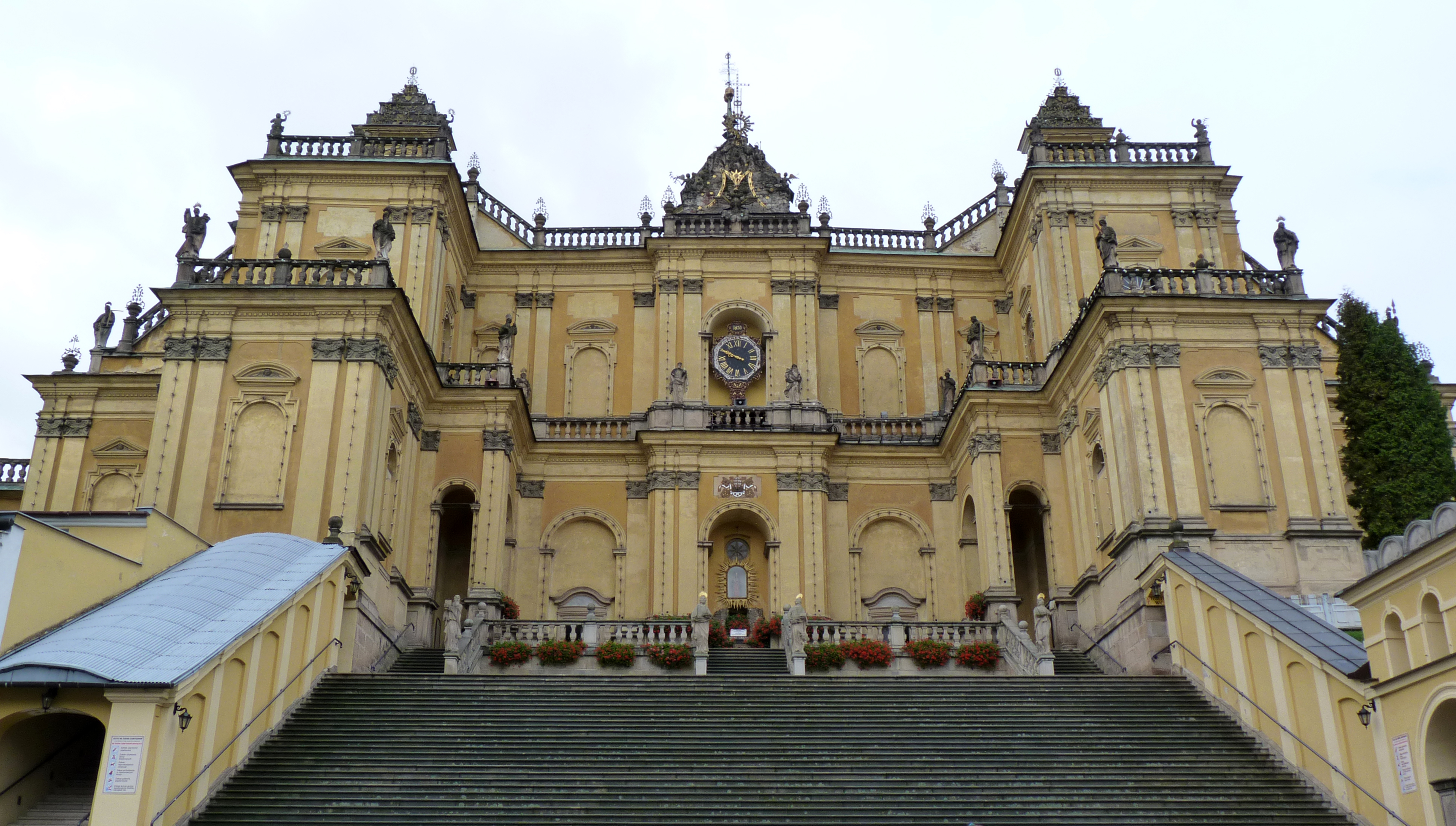
بازيليكا ساليزيان القدس، وهي من مواقع الحج البولنديّة.
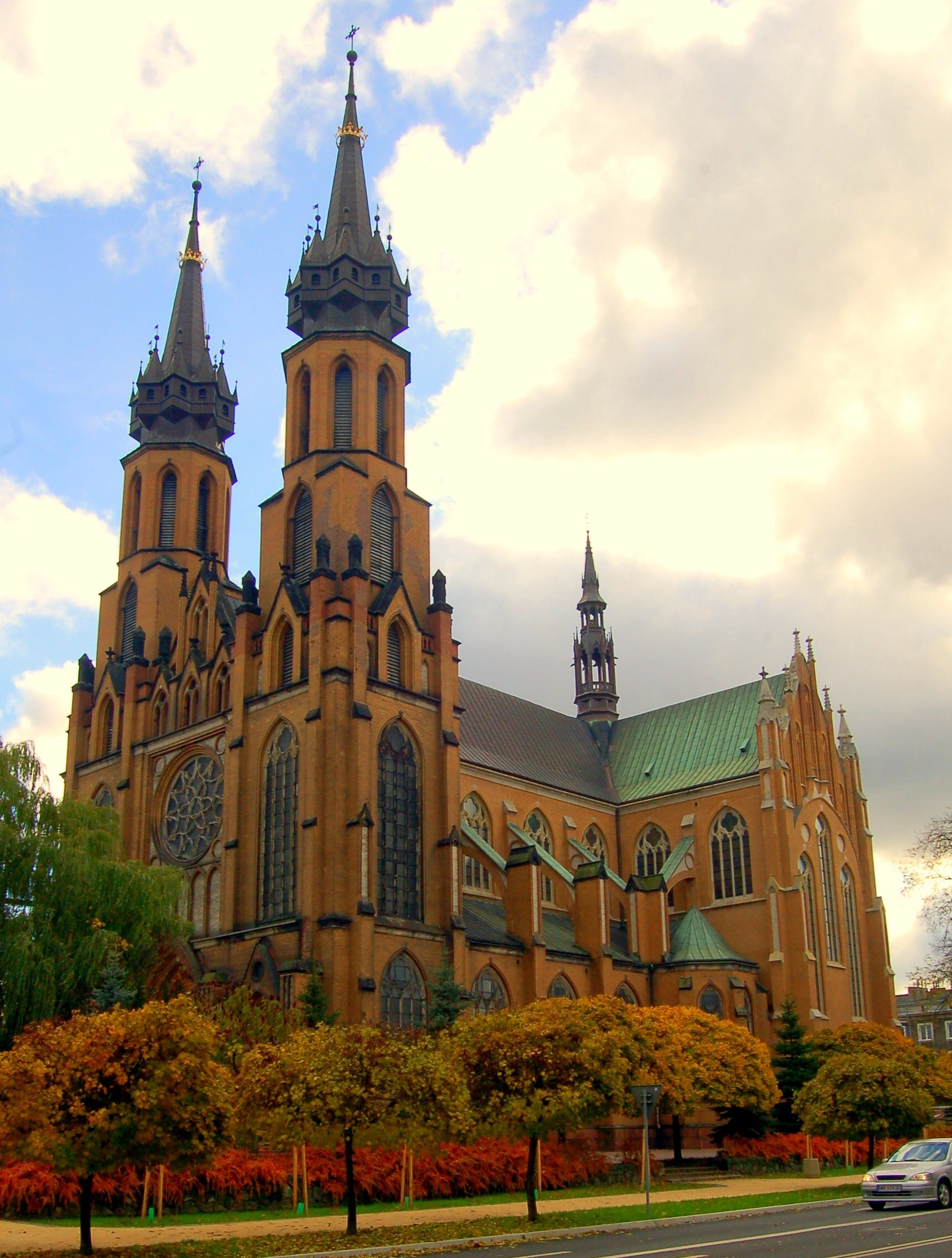
كاتدرائية رادوم.
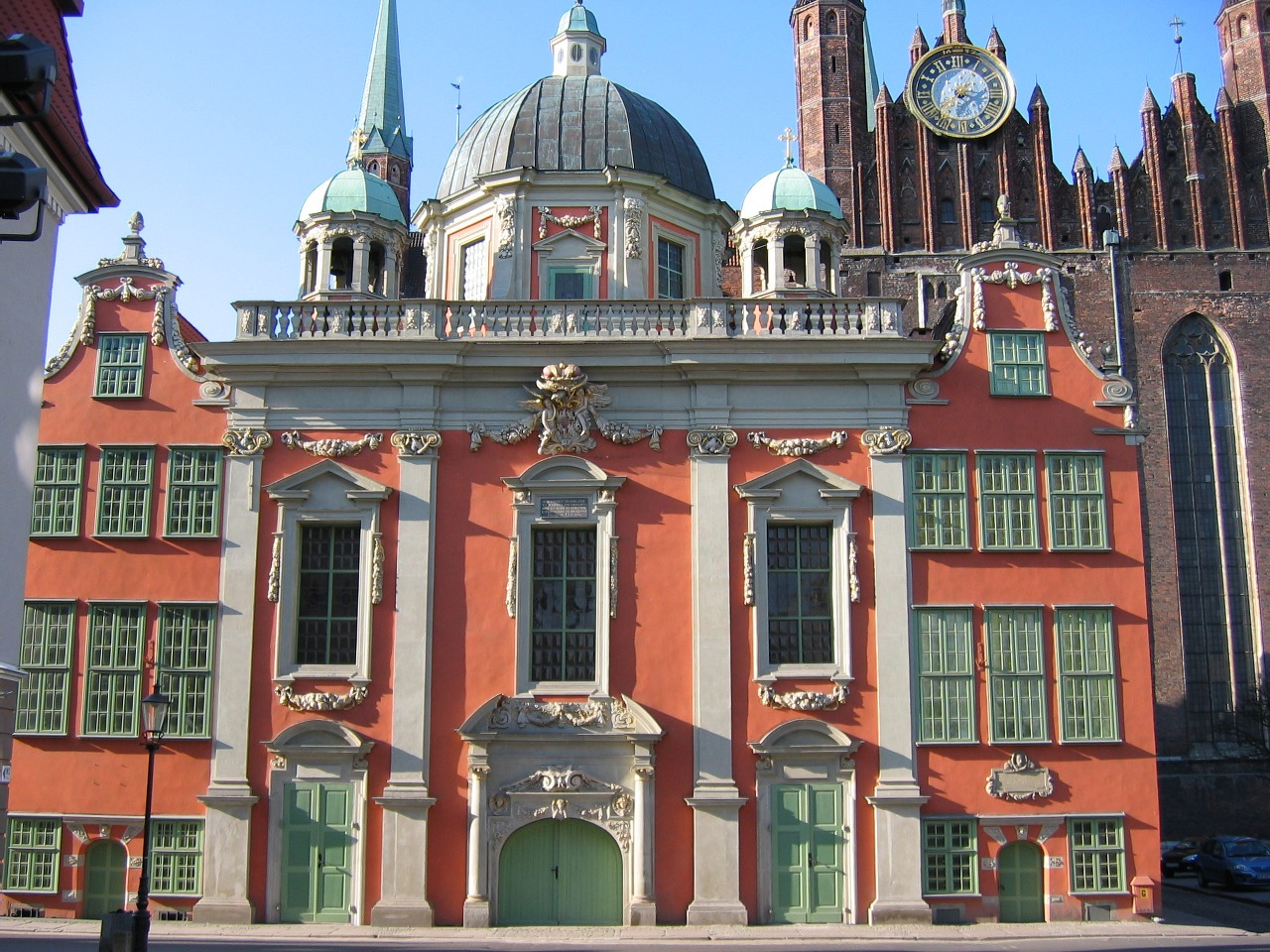
مصلى الملك في مدينة غدانسك.
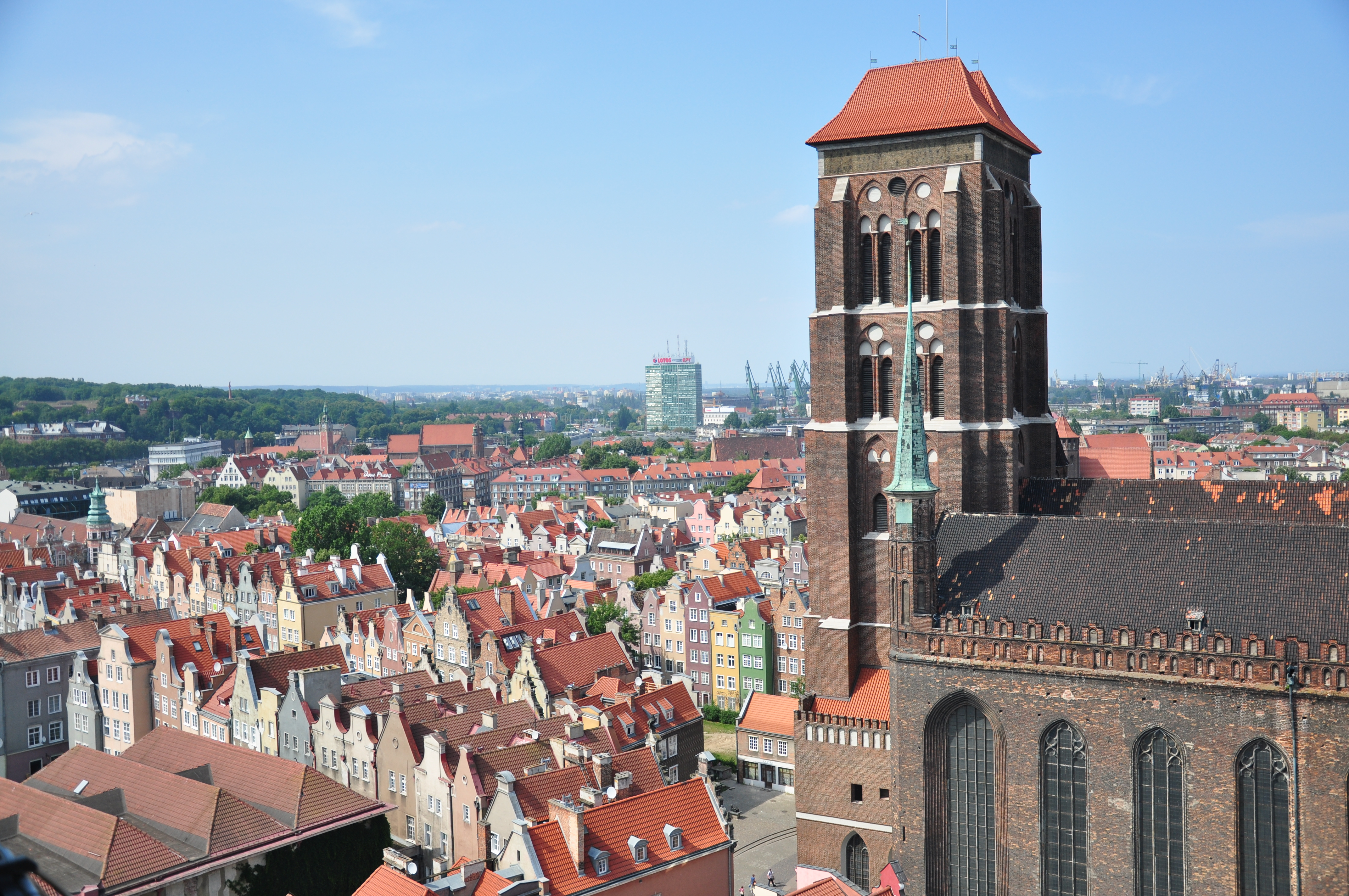
كاتدرائية القديسة مريم في مدينة غدانسك.
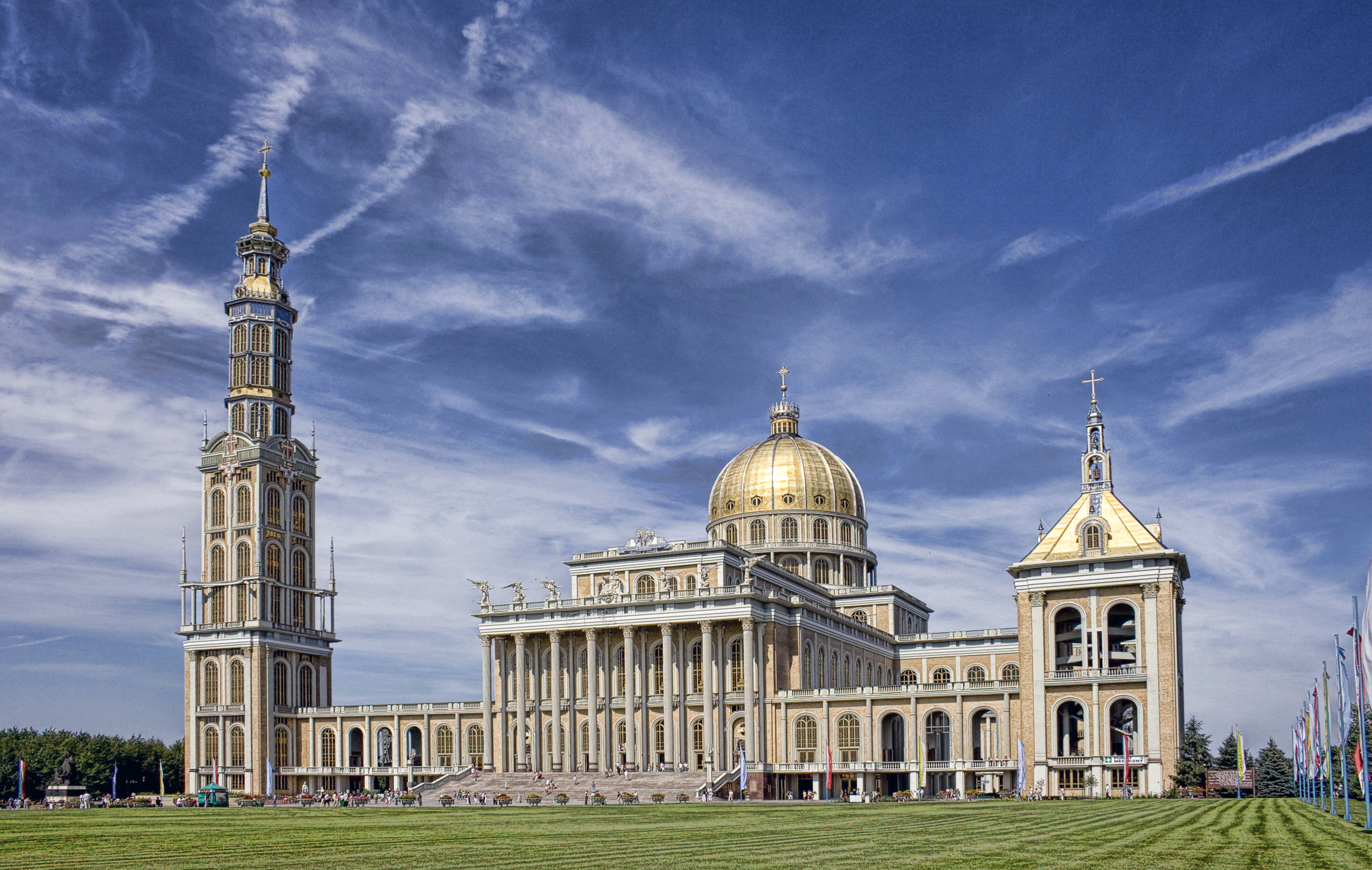
كنيسة سيدة ليجين، وهي من أكبر كنائس بولندا.
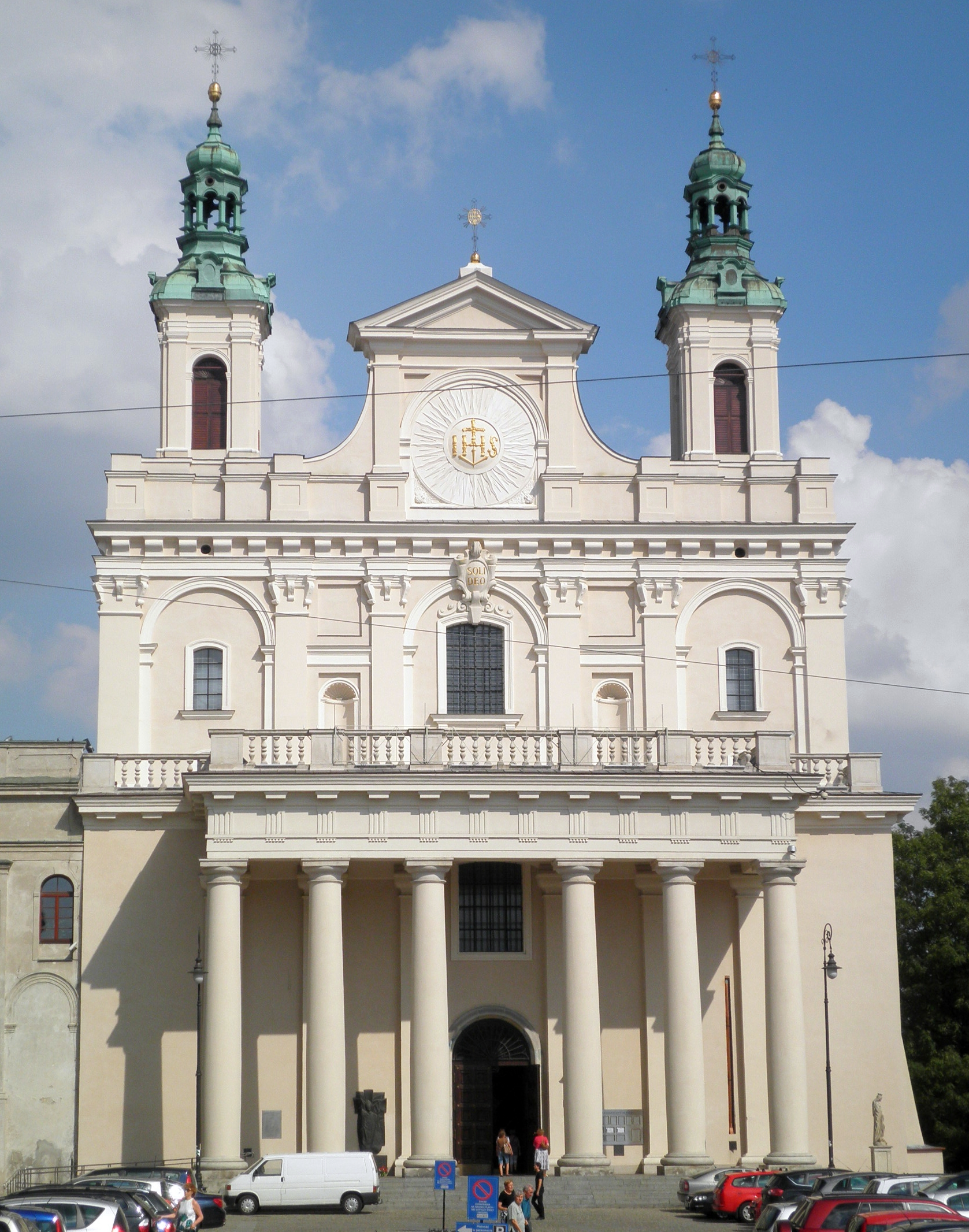
كاتدرائية سيدة لوبلين.